# 2024
| [ Edytuj tabelę ]                                                | |
| Prezydent Polski                                                 | - 2015 Andrzej Duda 2025 |
| Premier Polski                                                   | - 2023 Donald Tusk |
| Prezydent Abchazji                                               | - 2020 Asłan Bżanija |
| Premier Abchazji                                                 | - 2020 Aleksandr Ankwab |
| Emir Afganistanu                                                 | - 2021 Hibatullah Achundzada |
| Premier Afganistanu                                              | - 2023 Hasan Achund (p.o.) |
| Prezydent Albanii                                                | - 2022 Bajram Begaj |
| Premier Albanii                                                  | - 2013 Edi Rama |
| Prezydent Algierii                                               | - 2019 Abdelmadjid Tebboune |
| Premier Algierii                                                 | - 2023 Nadir al-Arbawi |
| Współksiążęta Andory                                             | - 2003 Joan Enric Vives Sicília 2025 - 2017 Emmanuel Macron |
| Premier Andory                                                   | - 2019 Xavier Espot Zamora |
| Prezydent Angoli                                                 | - 2017 João Lourenço |
| Premier Antigui i Barbudy                                        | - 2014 Gaston Browne |
| Król Arabii Saudyjskiej                                          | - 2015 Salman ibn Abd al-Aziz Al Su’ud |
| Prezydent Argentyny                                              | - 2023 Javier Milei |
| Prezydent Armenii                                                | - 2022 Wahagn Chaczaturian |
| Premier Armenii                                                  | - 2018 Nikol Paszinian |
| Premier Australii                                                | - 2022 Anthony Albanese |
| Prezydent Austrii                                                | - 2017 Alexander Van der Bellen |
| Kanclerz Austrii                                                 | - 2021 Karl Nehammer 2025 |
| Prezydent Azerbejdżanu                                           | - 2003 İlham Əliyev |
| Premier Azerbejdżanu                                             | - 2019 Əli Əsədov |
| Premier Bahamów                                                  | - 2021 Philip Davis |
| Król Bahrajnu                                                    | - 2002 Hamad ibn Isa Al Chalifa |
| Premier Bahrajnu                                                 | - 2020 Salman ibn Hamad ibn Isa Al Chalifa |
| Prezydent Bangladeszu                                            | - 2023 Shahabuddin Chuppu |
| Premier Bangladeszu                                              | - 2009 Sheikh Hasina 2024 - 2024 Muhammad Yunus |
| Prezydent Barbadosu                                              | - 2021 Sandra Mason |
| Premier Barbadosu                                                | - 2018 Mia Mottley |
| Król Belgów                                                      | - 2013 Filip I |
| Premier Belgii                                                   | - 2020 Alexander De Croo 2025 |
| Premier Belize                                                   | - 2020 Juan Antonio Briceño |
| Prezydent Beninu                                                 | - 2016 Patrice Talon |
| Król Bhutanu                                                     | - 2006 Jigme Khesar Namgyel Wangchuck |
| Premier Bhutanu                                                  | - 2023 Chogyal Dago Rigdzin (p.o.) 2024 - 2024 Tshering Tobgay |
| Prezydent Białorusi                                              | - 1994 Alaksandr Łukaszenka |
| Premier Białorusi                                                | - 2020 Raman Hałouczenka 2025 |
| Prezydent Boliwii                                                | - 2020 Luis Arce |
| Przewodniczący Prezydium Bośni i Hercegowiny                     | - 2023 Željko Komšić 2024 - 2024 Denis Bećirović 2024 - 2024 Željka Cvijanović 2025                                                                                 |
| Premier Bośni i Hercegowiny                                      | - 2023 Borjana Krišto |
| Prezydent Botswany                                               | - 2018 Mokgweetsi Masisi 2024 - 2024 Duma Boko |
| Prezydent Brazylii                                               | - 2023 Luiz Inácio Lula da Silva |
| Sułtan Brunei                                                    | - 1967 Hassanal Bolkiah |
| Prezydent Bułgarii                                               | - 2017 Rumen Radew |
| Premier Bułgarii                                                 | - 2023 Nikołaj Denkow 2024 - 2024 Dimityr Gławczew 2025 |
| Przewodniczący Ruchu na rzecz Ochrony i Odbudowy Burkina Faso    | - 2022 Ibrahim Traore |
| Prezydent Burundi                                                | - 2020 Evariste Ndayishimiye |
| Premier Burundi                                                  | - 2022 Gervais Ndirakobuca 2025 |
| Prezydent Chile                                                  | - 2022 Gabriel Boric |
| Przewodniczący ChRL                                              | - 2013 Xi Jinping |
| Premier Chin                                                     | - 2023 Li Qiang |
| Prezydent Chorwacji                                              | - 2020 Zoran Milanović |
| Premier Chorwacji                                                | - 2016 Andrej Plenković |
| Prezydent Cypru                                                  | - 2023 Nikos Christodulidis |
| Prezydent Cypru Północnego                                       | - 2020 Ersin Tatar |
| Przewodniczący Tymczasowej Rady Wojskowej Czadu                  | - 2021 Mahamat Déby Itno |
| Premier Czadu                                                    | - 2022 Saleh Kebzabo (p.o.) 2024 - 2024 Succès Masra 2024 - 2024 Allamaye Halina                                                                                    |
| Prezydent Czarnogóry                                             | - 2023 Jakov Milatović |
| Premier Czarnogóry                                               | - 2023 Milojko Spajić |
| Prezydent Czech                                                  | - 2023 Petr Pavel |
| Premier Czech                                                    | - 2021 Petr Fiala |
| Król Danii                                                       | - 1972 Małgorzata II 2024 - 2024 Fryderyk X |
| Premier Danii                                                    | - 2019 Mette Frederiksen |
| Prezydent DR Konga                                               | - 2019 Félix Tshisekedi |
| Premier DR Konga                                                 | - 2021 Jean-Michel Sama Lukonde 2024 - 2024 Judith Tuluka |
| Dalajlama                                                        | - 1940 Tenzin Gjaco |
| Prezydent Dominikany                                             | - 2020 Luis Abinader |
| Prezydent Dominiki                                               | - 2023 Sylvanie Burton |
| Premier Dominiki                                                 | - 2004 Roosevelt Skerrit |
| Prezydent Dżibuti                                                | - 1999 Ismail Omar Guelleh |
| Premier Dżibuti                                                  | - 2013 Abdoulkader Kamil Mohamed |
| Prezydent Egiptu                                                 | - 2014 Abd al-Fattah as-Sisi |
| Premier Egiptu                                                   | - 2018 Mustafa Madbuli |
| Prezydent Ekwadoru                                               | - 2023 Daniel Noboa |
| Prezydent Erytrei                                                | - 1993 Isajas Afewerki |
| Prezydent Estonii                                                | - 2021 Alar Karis |
| Premier Estonii                                                  | - 2021 Kaja Kallas 2024 - 2024 Kristen Michal |
| Król Eswatini                                                    | - 2018 Ntombi (współpanująca) - 2018 Mswati III |
| Premier Eswatini                                                 | - 2023 Russell Dlamini |
| Prezydent Etiopii                                                | - 2018 Sahle-Work Zewde |
| Premier Etiopii                                                  | - 2018 Abiy Ahmed Ali |
| Przew. Komisji Europejskiej                                      | - 2019 Ursula von der Leyen (Niemcy) |
| Przew. Rady Europejskiej                                         | - 2019 Charles Michel (Belgia) 2024 - 2024 António Costa (Portugalia)                                                                                               |
| Prezydent Fidżi                                                  | - 2021 Wiliame Katonivere 2024 - 2024 Naiqama Lalabalavu |
| Premier Fidżi                                                    | - 2022 Sitiveni Rabuka |
| Prezydent Filipin                                                | - 2022 Ferdinand Marcos Jr. |
| Prezydent Finlandii                                              | - 2012 Sauli Niinistö 2024 - 2024 Alexander Stubb |
| Premier Finlandii                                                | - 2023 Petteri Orpo |
| Prezydent Francji                                                | - 2017 Emmanuel Macron |
| Premier Francji                                                  | - 2022 Élisabeth Borne 2024 - 2024 Gabriel Attal 2024 - 2024 Michel Barnier 2024 - 2024 François Bayrou                                                             |
| Prezydent Gabonu                                                 | - 2023 Brice Clotaire Oligui Nguema |
| Premier Gabonu                                                   | - 2023 Raymond Ndong Sima 2025 |
| Prezydent Gambii                                                 | - 2017 Adama Barrow |
| Prezydent Ghany                                                  | - 2017 Nana Akufo-Addo 2025 |
| Prezydent Grecji                                                 | - 2020 Ekaterini Sakielaropulu 2025 |
| Premier Grecji                                                   | - 2023 Kiriakos Mitsotakis |
| Premier Grenady                                                  | - 2022 Dickon Mitchell |
| Prezydent Gruzji                                                 | - 2018 Salome Zurabiszwili 2024 - 2024 Micheil Kawelaszwili |
| Premier Gruzji                                                   | - 2021 Irakli Garibaszwili 2024 - 2024 Irakli Kobachidze |
| Prezydent Gujany                                                 | - 2020 Irfaan Ali |
| Premier Gujany                                                   | - 2020 Mark Phillips |
| Prezydent Gwatemali                                              | - 2020 Alejandro Giammattei 2024 - 2024 Bernardo Arévalo |
| Prezydent Gwinei                                                 | - 2021 Mamady Doumbouya (p.o.) |
| Premier Gwinei                                                   | - 2022 Bernard Gomou 2024 - 2024 Bah Oury |
| Prezydent Gwinei Bissau                                          | - 2020 Umaro Sissoco Embaló |
| Premier Gwinei Bissau                                            | - 2023 Rui Duarte de Barros |
| Prezydent Gwinei Równikowej                                      | - 1979 Teodoro Obiang Nguema Mbasogo |
| Premier Gwinei Równikowej                                        | - 2023 Manuela Roka Botey 2024 - 2024 Manuel Osa Nsue Nsua |
| Prezydent Haiti                                                  | - 2021 Ariel Henry (p.o.) 2024 - 2024 Prezydencka Rada Przejściowa                                                                                                  |
| Premier Haiti                                                    | - 2021 Ariel Henry 2024 - 2024 Michel Patrick Boisvert (p.o.) 2024 - 2024 Fritz Bélizaire (p.o.) 2024 - 2024 Garry Conille 2024 - 2024 Alix Didier Fils-Aimé (p.o.) |
| Król Hiszpanii                                                   | - 2014 Filip VI |
| Premier Hiszpanii                                                | - 2018 Pedro Sánchez |
| Król Holandii                                                    | - 2013 Wilhelm-Aleksander |
| Premier Holandii                                                 | - 2010 Mark Rutte 2024 - 2024 Dick Schoof |
| Prezydent Hondurasu                                              | - 2022 Xiomara Castro |
| Najwyższy przywódca Iranu                                        | - 1989 Ali Chamenei |
| Prezydent Iranu                                                  | - 2021 Ebrahim Ra’isi 2024 - 2024 Mohammad Mochber (p.o) 2024 - 2024 Masud Pezeszkijan                                                                              |
| Prezydent Iraku                                                  | - 2022 Abdul Latif Raszid |
| Premier Iraku                                                    | - 2022 Muhammad Szija as-Sudani |
| Prezydent Indii                                                  | - 2022 Draupadi Murmu |
| Premier Indii                                                    | - 2014 Narendra Modi |
| Prezydent Indonezji                                              | - 2014 Joko Widodo 2024 - 2024 Prabowo Subianto |
| Prezydent Irlandii                                               | - 2011 Michael D. Higgins |
| Premier Irlandii                                                 | - 2022 Leo Varadkar 2024 - 2024 Simon Harris 2025 |
| Prezydent Islandii                                               | - 2016 Guðni Th. Jóhannesson 2024 - 2024 Halla Tómasdóttir |
| Premier Islandii                                                 | - 2017 Katrín Jakobsdóttir 2024 - 2024 Bjarni Benediktsson 2024 - 2024 Kristrún Frostadóttir                                                                        |
| Prezydent Izraela                                                | - 2021 Jicchak Herzog |
| Premier Izraela                                                  | - 2022 Binjamin Netanjahu |
| Premier Jamajki                                                  | - 2016 Andrew Holness |
| Cesarz Japonii                                                   | - 2019 Naruhito |
| Premier Japonii                                                  | - 2021 Fumio Kishida 2024 - 2024 Shigeru Ishiba |
| Prezydent Jemenu                                                 | - 2022 Raszad al-Alimi |
| Król Jordanii                                                    | - 1999 Abd Allah II |
| Premier Jordanii                                                 | - 2020 Biszr al-Chasawina 2024 - 2024 Dżafar Hassan |
| Król Kambodży                                                    | - 2004 Norodom Sihamoni |
| Premier Kambodży                                                 | - 2023 Hun Manet |
| Prezydent Kamerunu                                               | - 1982 Paul Biya |
| Premier Kamerunu                                                 | - 2019 Joseph Ngute |
| Premier Kanady                                                   | - 2015 Justin Trudeau 2025 |
| Emir Kataru                                                      | - 2013 Tamim ibn Hamad |
| Premier Kataru                                                   | - 2023 Muhammad ibn Abdul Rahman Al Sani |
| Prezydent Kazachstanu                                            | - 2019 Kasym-Żomart Tokajew |
| Premier Kazachstanu                                              | - 2022 Alichan Smaiłow 2024 - 2024 Roman Sklar (p.o.) 2024 - 2024 Ołżas Biektienow                                                                                  |
| Prezydent Kenii                                                  | - 2022 William Ruto |
| Prezydent Kirgistanu                                             | - 2021 Sadyr Dżaparow |
| Przewodniczący Gabinetu Ministrów Kirgistanu                     | - 2021 Akyłbiek Dżaparow 2024 - 2024 Adyłbek Kasymalijew |
| Prezydent Kiribati                                               | - 2016 Taneti Maamau |
| Prezydent Kolumbii                                               | - 2022 Gustavo Petro |
| Prezydent Konga                                                  | - 1997 Denis Sassou-Nguesso |
| Premier Konga                                                    | - 2021 Anatole Collinet Makosso |
| Patriarcha Konstantynopola                                       | - 1991 Bartłomiej I |
| Prezydent Korei Południowej                                      | - 2022 Yoon Suk-yeol 2025 |
| Premier Korei Południowej                                        | - 2022 Han Duck-soo 2024 - 2024 Choi Sang-mok (p.o.) 2025 |
| Przewodniczący Komisji Spraw Państwowych KRLD                    | - 2019 Kim Dzong Un |
| Najwyższy Przywódca KRLD                                         | - 2011 Kim Dzong Un |
| Premier KRLD                                                     | - 2020 Kim Tok-hun 2024 - 2024 Pak Thae-song |
| Prezydent Kosowa                                                 | - 2021 Vjosa Osmani |
| Premier Kosowa                                                   | - 2021 Albin Kurti |
| Prezydent Kostaryki                                              | - 2022 Rodrigo Chaves Robles |
| Prezydent Kuby                                                   | - 2019 Miguel Díaz-Canel |
| Premier Kuby                                                     | - 2019 Manuel Marrero Cruz |
| Emir Kuwejtu                                                     | - 2023 Miszal |
| Premier Kuwejtu                                                  | - 2022 Ahmad Nawwaf al-Ahmad as-Sabah 2024 - 2024 Mohammad Sabah al-Salem al-Sabah 2024 - 2024 Ahmad al-Abdullah al-Sabah                                           |
| Prezydent Laosu                                                  | - 2021 Thongloun Sisoulith |
| Król Lesotho                                                     | - 1996 Letsie III |
| Premier Lesotho                                                  | - 2022 Sam Matekane |
| Prezydent Libanu                                                 | - 2022 Nadżib Mikati (p.o.) 2025 |
| Premier Libanu                                                   | - 2021 Nadżib Mikati 2025 |
| Prezydent Liberii                                                | - 2018 George Weah 2024 - 2024 Joseph Boakai |
| Przywódca Libii                                                  | - 2021 Muhammad al-Manfi |
| Premier Libii                                                    | - 2021 Abd al-Hamid ad-Dubajba |
| Książę Liechtensteinu                                            | - 1989 Jan Adam II |
| Premier Liechtensteinu                                           | - 2021 Daniel Risch 2025 |
| Prezydent Litwy                                                  | - 2019 Gitanas Nausėda |
| Premier Litwy                                                    | - 2020 Ingrida Šimonytė 2024 - 2024 Gintautas Paluckas |
| Wielki książę Luksemburga                                        | - 2000 Henryk |
| Premier Luksemburga                                              | - 2023 Luc Frieden |
| Prezydent Łotwy                                                  | - 2019 Egils Levits 2024 - 2024 Edgars Rinkēvičs |
| Premier Łotwy                                                    | - 2023 Evika Siliņa |
| Prezydent Macedonii Północnej                                    | - 2019 Stewo Pendarowski 2024 - 2024 Gordana Siłjanowska-Dawkowa |
| Premier Macedonii Północnej                                      | - 2022 Dimitar Kowaczewski 2024 - 2024 Talat Xhaferi 2024 - 2024 Hristijan Mickoski                                                                                 |
| Prezydent Madagaskaru                                            | - 2023 Andry Rajoelina |
| Premier Madagaskaru                                              | - 2018 Christian Ntsay |
| Prezydent Malawi                                                 | - 2020 Lazarus Chakwera |
| Prezydent Malediwów                                              | - 2023 Mohamed Muizzu |
| Król Malezji                                                     | - 2019 Abdullah 2024 - 2024 Ibrahim ibni Almarhum |
| Premier Malezji                                                  | - 2022 Anwar Ibrahim |
| Prezydent Mali                                                   | - 2021 Assimi Goita (p.o.) |
| Premier Mali                                                     | - 2022 Choguel Kokalla Maïga (p.o.) 2024 - 2024 Abdoulaye Maïga (p.o.)                                                                                              |
| Prezydent Malty                                                  | - 2019 George Vella 2024 - 2024 Myriam Spiteri Debono |
| Premier Malty                                                    | - 2020 Robert Abela |
| Król Maroka                                                      | - 1999 Muhammad VI |
| Premier Maroka                                                   | - 2021 Aziz Achannusz |
| Prezydent Mauretanii                                             | - 2019 Muhammad wuld al-Ghazwani |
| Premier Mauretanii                                               | - 2020 Muhammad wuld Bilal 2024 - 2024 Moctar wuld Diay |
| Prezydent Mauritiusa                                             | - 2019 Prithvirajsing Roopun 2024 - 2024 Dharam Gokhool |
| Premier Mauritiusa                                               | - 2017 Pravind Jugnauth 2024 - 2024 Navin Ramgoolam |
| Prezydent Meksyku                                                | - 2018 Andrés Manuel López Obrador 2024 - 2024 Claudia Sheinbaum |
| Prezydent Mikronezji                                             | - 2023 Wesley Simina |
| Prezydent Mjanmy                                                 | - 2021 Myint Swe (p.o.) 2024 - 2024 Min Aung Hlaing (p.o.) |
| Premier Mjanmy                                                   | - 2021 Min Aung Hlaing 2025 |
| Prezydent Mołdawii                                               | - 2020 Maia Sandu |
| Premier Mołdawii                                                 | - 2023 Dorin Recean |
| Książę Monako                                                    | - 2005 Albert II |
| Minister stanu Monako                                            | - 2020 Pierre Dartout 2024 - 2024 Didier Guillaume 2025 |
| Prezydent Mongolii                                               | - 2021 Uchnaagijn Chürelsüch |
| Premier Mongolii                                                 | - 2021 Luvsannamsrain Oyun-Erdene 2025 |
| Prezydent Mozambiku                                              | - 2015 Filipe Nyusi 2025 |
| Premier Mozambiku                                                | - 2022 Adriano Maleiane 2025 |
| Prezydent Naddniestrza                                           | - 2016 Wadim Krasnosielski |
| Prezydent Namibii                                                | - 2015 Hage Geingob 2024 - 2024 Nangolo Mbumba (p.o.) 2024 - 2024 Nangolo Mbumba 2025                                                                               |
| Premier Namibii                                                  | - 2015 Saara Kuugongelwa 2025 |
| Sekretarz generalny NATO                                         | - 2014 Jens Stoltenberg (Norwegia) 2024 - 2024 Mark Rutte (Holandia)                                                                                                |
| Prezydent Nauru                                                  | - 2023 David Adeang |
| Prezydent Nepalu                                                 | - 2023 Ram Chandra Poudel |
| Premier Nepalu                                                   | - 2022 Pushpa Kamal Dahal 2024 - 2024 Khadga Prasad Oli |
| Prezydent Niemiec                                                | - 2017 Frank-Walter Steinmeier |
| Kanclerz Niemiec                                                 | - 2021 Olaf Scholz 2025 |
| Prezydent Nigru                                                  | - 2023 Hassoumi Massaoudou (p.o.) - 2023 Abdourahamane Tchiani |
| Premier Nigru                                                    | - 2023 Ali Lamine Zeine |
| Prezydent Nigerii                                                | - 2023 Bola Tinubu |
| Prezydent Nikaragui                                              | - 2007 Daniel Ortega 2025 |
| Król Norwegii                                                    | - 1991 Harald V |
| Premier Norwegii                                                 | - 2021 Jonas Gahr Støre |
| Premier Nowej Zelandii                                           | - 2023 Christopher Luxon |
| Prezydent Osetii Południowej                                     | - 2022 Alan Gaglojew |
| Sułtan Omanu                                                     | - 2020 Hajsam ibn Tarik Al Sa’id |
| Sekretarz generalny ONZ                                          | - 2017 António Guterres (Portugalia) |
| Prezydent Pakistanu                                              | - 2018 Arif Alvi 2024 - 2024 Asif Ali Zardari |
| Premier Pakistanu                                                | - 2023 Anwar ul Haq Kakar (p.o.) 2024 - 2024 Shehbaz Sharif |
| Prezydent Palau                                                  | - 2021 Surangel Whipps Jr. |
| Prezydent Palestyny                                              | - 2013 Mahmud Abbas |
| Premier Palestyny                                                | - 2019 Mohammed Sztajeh 2024 - 2024 Muhammad Mustafa |
| Prezydent Panamy                                                 | - 2019 Laurentino Cortizo 2024 - 2024 José Raúl Mulino |
| Papież                                                           | - 2013 Franciszek 2025 |
| Premier Papui-Nowej Gwinei                                       | - 2019 James Marape |
| Prezydent Paragwaju                                              | - 2023 Santiago Peña |
| Prezydent Peru                                                   | - 2022 Dina Boluarte |
| Premier Peru                                                     | - 2022 Alberto Otárola 2024 - 2024 Gustavo Adrianzén 2025 |
| Prezydent Południowej Afryki                                     | - 2018 Cyril Ramaphosa |
| Prezydent Portugalii                                             | - 2016 Marcelo Rebelo de Sousa |
| Premier Portugalii                                               | - 2015 António Costa 2024 - 2024 Luís Montenegro |
| Sekretarz generalny Rady Europy                                  | - 2019 Marija Pejčinović Burić (Chorwacja) 2024 - 2024 Alain Berset (Szwajcaria)                                                                                    |
| Prezydent Republiki Środkowoafrykańskiej                         | - 2016 Faustin-Archange Touadéra |
| Premier Republiki Środkowoafrykańskiej                           | - 2022 Félix Moloua |
| Prezydent Republiki Zielonego Przylądka                          | - 2021 José Maria Neves |
| Premier Republiki Zielonego Przylądka                            | - 2016 Ulisses Correia e Silva |
| Prezydent Rosji                                                  | - 2012 Władimir Putin |
| Premier Rosji                                                    | - 2020 Michaił Miszustin |
| Prezydent Rumunii                                                | - 2014 Klaus Iohannis 2025 |
| Premier Rumunii                                                  | - 2023 Marcel Ciolacu 2025 |
| Prezydent Rwandy                                                 | - 2000 Paul Kagame |
| Premier Rwandy                                                   | - 2017 Édouard Ngirente 2025 |
| Premier Saint Kitts i Nevis                                      | - 2022 Terrance Drew |
| Premier Saint Lucia                                              | - 2021 Philip Pierre |
| Premier Saint Vincent i Grenadyn                                 | - 2001 Ralph Gonsalves |
| Prezydent Salwadoru                                              | - 2023 Claudia Rodríguez de Guevara (p.o.) 2024 - 2024 Nayib Bukele                                                                                                 |
| O le Ao o le Malo Samoa                                          | - 2017 Tuimalealiʻifano Vaʻaletoa Sualauvi II |
| Premier Samoa                                                    | - 2021 Naomi Mataʻafa |
| Kapitanowie Regenci San Marino                                   | - 2023 Gaetano Troina Filippo Tamagnini 2024 - 2024 Milena Gasperoni Alessandro Rossi 2024 - 2024 Francesca Civerchia Dalibor Riccardi 2025                         |
| Sekretarz Stanu do spraw Politycznych i Zagranicznych San Marino | - 2020 Luca Beccari |
| Prezydent Senegalu                                               | - 2012 Macky Sall 2024 - 2024 Bassirou Diomaye Faye |
| Premier Senegalu                                                 | - 2022 Amadou Ba 2024 - 2024 Sidiki Kaba 2024 - 2024 Ousmane Sonko                                                                                                  |
| Prezydent Serbii                                                 | - 2017 Aleksandar Vučić |
| Premier Serbii                                                   | - 2017 Ana Brnabić 2024 - 2024 Ivica Dačić (p.o.) 2024 - 2024 Miloš Vučević 2025                                                                                    |
| Prezydent Seszeli                                                | - 2020 Wavel Ramkalawan |
| Prezydent Sierra Leone                                           | - 2018 Julius Maada Bio |
| Premier Sierra Leone                                             | - 2023 David Moinina Sengeh |
| Prezydent Singapuru                                              | - 2023 Tharman Shanmugaratnam |
| Premier Singapuru                                                | - 2004 Lee Hsien Loong 2024 - 2024 Lawrence Wong |
| Prezydent Słowacji                                               | - 2019 Zuzana Čaputová 2024 - 2024 Peter Pellegrini |
| Premier Słowacji                                                 | - 2023 Robert Fico |
| Prezydent Słowenii                                               | - 2022 Nataša Pirc Musar |
| Premier Słowenii                                                 | - 2022 Robert Golob |
| Prezydent Somalii                                                | - 2022 Hassan Sheikh Mohamud |
| Premier Somalii                                                  | - 2022 Hamza Abdi Barre |
| Prezydent Sri Lanki                                              | - 2022 Ranil Wickremesinghe 2024 - 2024 Anura Kumara Dissanayake |
| Premier Sri Lanki                                                | - 2022 Dinesh Gunawardena 2024 - 2024 Harini Amarasuriya |
| Przewodniczący Rady Suwerennej Sudanu                            | - 2019 Abd al-Fattah Abd ar-Rahman al-Burhan |
| Premier Sudanu                                                   | - 2022 Usman Husajn 2025 |
| Prezydent Sudanu Południowego                                    | - 2011 Salva Kiir Mayardit |
| Prezydent Surinamu                                               | - 2020 Chan Santokhi 2025 |
| Prezydent Syrii                                                  | - 2000 Baszszar al-Asad 2024 |
| Premier Syrii                                                    | - 2020 Husajn Arnus 2024 - 2024 Muhammad Ghazi al-Dżalali 2024 - 2024 Muhammad al-Baszir 2025                                                                       |
| Prezydent Szwajcarii                                             | - 2024 Viola Amherd 2024 |
| Król Szwecji                                                     | - 1973 Karol XVI Gustaw |
| Premier Szwecji                                                  | - 2022 Ulf Kristersson |
| Prezydent Tadżykistanu                                           | - 1994 Emomali Rahmon |
| Premier Tadżykistanu                                             | - 2013 Kohir Rasulzoda |
| Król Tajlandii                                                   | - 2016 Maha Vajiralongkorn |
| Premier Tajlandii                                                | - 2023 Srettha Thavisin 2024 - 2024 Phumtham Wechayachai (p.o.) 2024 - 2024 Paetongtarn Shinawatra                                                                  |
| Prezydent Tajwanu                                                | - 2016 Tsai Ing-wen 2024 - 2024 Lai Ching-te |
| Prezydent Tanzanii                                               | - 2021 Samia Suluhu |
| Premier Tanzanii                                                 | - 2015 Kassim Majaliwa |
| Prezydent Timoru Wschodniego                                     | - 2022 José Ramos-Horta |
| Premier Timoru Wschodniego                                       | - 2023 Xanana Gusmão |
| Prezydent Togo                                                   | - 2005 Faure Gnassingbé 2025 |
| Premier Togo                                                     | - 2020 Victoire Tomegah Dogbé 2025 |
| Król Tonga                                                       | - 2012 Tupou VI |
| Premier Tonga                                                    | - 2021 Siaosi Sovaleni 2024 - 2024 Samiu Vaipulu (p.o.) 2025 |
| Prezydent Trynidadu i Tobago                                     | - 2023 Christine Kangaloo |
| Premier Trynidadu i Tobago                                       | - 2015 Keith Rowley 2025 |
| Prezydent Tunezji                                                | - 2019 Kais Saied |
| Premier Tunezji                                                  | - 2023 Ahmad al-Haszszani 2024 - 2024 Kamel Madouri 2025 |
| Prezydent Turcji                                                 | - 2014 Recep Tayyip Erdoğan |
| Prezydent Turkmenistanu                                          | - 2022 Serdar Berdimuhamedow |
| Prezydent Ugandy                                                 | - 1986 Yoweri Museveni |
| Premier Ugandy                                                   | - 2021 Robinah Nabbanja |
| Prezydent Ukrainy                                                | - 2019 Wołodymyr Zełenski |
| Premier Ukrainy                                                  | - 2020 Denys Szmyhal 2025 |
| Prezydent Urugwaju                                               | - 2020 Luis Lacalle Pou 2025 |
| Prezydent USA                                                    | - 2021 Joe Biden 2025 |
| Prezydent Uzbekistanu                                            | - 2016 Shavkat Mirziyoyev |
| Premier Uzbekistanu                                              | - 2016 Abdulla Aripov |
| Prezydent Vanuatu                                                | - 2022 Nikenike Vurobaravu |
| Premier Vanuatu                                                  | - 2023 Charlot Salwai 2025 |
| Prezydent Wenezueli                                              | - 2013 Nicolás Maduro |
| Prezydent Węgier                                                 | - 2022 Katalin Novák 2024 - 2024 László Kövér (p.o.) 2024 - 2024 Tamás Sulyok                                                                                       |
| Premier Węgier                                                   | - 2010 Viktor Orbán |
| Monarcha Wielkiej Brytanii                                       | - 2022 Karol III |
| Premier Wielkiej Brytanii                                        | - 2022 Rishi Sunak 2024 - 2024 Keir Starmer |
| Prezydent Wietnamu                                               | - 2023 Võ Văn Thưởng 2024 - 2024 Võ Thị Ánh Xuân (p.o.) 2024 - 2024 Tô Lâm 2024 - 2024 Lương Cường                                                                  |
| Premier Wietnamu                                                 | - 2021 Phạm Minh Chính |
| Prezydent Włoch                                                  | - 2015 Sergio Mattarella |
| Premier Włoch                                                    | - 2022 Giorgia Meloni |
| Prezydent WKS                                                    | - 2010 Alassane Ouattara |
| Premier WKS                                                      | - 2023 Robert Beugré Mambé |
| Prezydent Wysp Marshalla                                         | - 2020 David Kabua 2024 - 2024 Hilda Heine |
| Prezydent Wysp Świętego Tomasza i Książęcej                      | - 2021 Carlos Vila Nova |
| Prezydent Zambii                                                 | - 2021 Hakainde Hichilema |
| Prezydent Zimbabwe                                               | - 2017 Emmerson Mnangagwa |
| Prezydent ZEA                                                    | - 2022 Muhammad ibn Zajid Al Nahajjan |
| Premier ZEA                                                      | - 2006 Muhammad ibn Raszid al-Maktum |

Rok 2024 / MMXXIV
stulecia: XX wiek ~
XXI wiek ~
XXII wiek

dziesięciolecia:
1990–1999 •
2000–2009 •
2010–2019 •
2020–2029

lata: 2014 «
2019 «
2020 «
2021 «
2022 «
2023 «
2024
» 2025
» 2026
» 2027
» 2028
» 2029
» 2034

## Rok 2024 ogłoszono
- Rokiem Marka Hłaski (w 90. rocznicę urodzin, Polska)[1]
- Rokiem arcybiskupa Antoniego Baraniaka (w 120. rocznicę urodzin, Polska)[1]
- Rokiem Romualda Traugutta (w 160. rocznicę śmierci, Polska)[1]
- Rokiem Wincentego Witosa (w 150. rocznicę urodzin, Polska)[1]
- Rokiem rodziny Ulmów (w 80. rocznicę śmierci, Polska)[1]
- Rokiem Kazimierza Wierzyńskiego (w 130. rocznicę urodzin, Polska)[1]
- Rokiem Melchiora Wańkowicza (w 50. rocznicę śmierci, Polska)[1]
- Rokiem Zygmunta Miłkowskiego (w 200. rocznicę urodzin, Polska)[1]
- Rokiem Polskich Olimpijczyków (w 100. rocznicę zdobycia przez Polskę pierwszych medali olimpijskich – na IO w Paryżu)[2]
- Rokiem Witolda Gombrowicza (w 120. rocznicę urodzin, Polska)[3]
- Rokiem Czesława Miłosza (w 20. rocznicę śmierci, Polska)[4]
- Rokiem Władysława Zamoyskiego (w 100. rocznicę śmierci, Polska)[5]
- Rokiem Edukacji Ekonomicznej (w 100 rocznicę: reform gospodarczych Władysława Grabskiego, powstania złotego polskiego, powołania Banku Polskiego i Banku Gospodarstwa Krajowego oraz wydania książki Janusza Korczaka „Bankructwo małego Dżeka”)[6]
- Międzynarodowym Rokiem Wielbłądowatych (ONZ)[7]

## Wydarzenia w Polsce

### Styczeń
- 1 stycznia:
  - Bobrowniki, Kikół, Gąsawa, Piszczac, Turobin, Czemierniki, Brody, Grabów, Kiernozia, Białaczów, Żarnów, Inowłódz, Osjaków, Bolesławiec, Parzęczew, Maciejowice, Głowaczów, Magnuszew, Ciepielów, Sienno, Dobre, Siennica, Osieck, Gielniów, Odrzywół, Przytyk, Strzeleczki, Bircza, Jawornik Polski, Przyrów, Gowarczów, Bogoria, Rychtal i Mieścisko uzyskały prawa miejskie[8].
  - wejście w życie ustawy z dnia 7 lipca 2023 r. wprowadzającej podniesienie świadczenia Rodzina 500 plus do 800 zł na każde dziecko[9][10].
- 9 stycznia – na terenie Pałacu Prezydenckiego doszło do zatrzymania Mariusza Kamińskiego i Macieja Wąsika, a następnie do ich doprowadzenia do Aresztu Śledczego w Warszawie-Grochowie(inne języki)[11][12].
- 10 stycznia – Sąd Rejonowy dla m. st. Warszawy wydał postanowienie, w którym odmówił wpisania do Krajowego Rejestru Sądowego członków zarządu Telewizji Polskiej, powołanych 19 grudnia 2023 roku, wskazując na formalną właściwość w tej mierze Rady Mediów Narodowych[13].
- 12 stycznia – Prokurator Generalny Adam Bodnar podpisał dokument stwierdzający, że Dariusz Barski nadal jest prokuratorem w stanie spoczynku, w związku z czym nie może pełnić funkcji Prokuratora Krajowego. Pełniącym obowiązki Prokuratora Krajowego został Jacek Bilewicz[14].
- 17 stycznia:
  - Sejm odrzucił wnioski o wyrażenie wotum nieufności wobec ministra kultury i dziedzictwa narodowego Bartłomieja Sienkiewicza[15] oraz o odwołanie Krzysztofa Bosaka z funkcji wicemarszałka Sejmu[16], natomiast wyraził zgodę na pociągnięcie do odpowiedzialności karnej posła Grzegorza Brauna[17].
  - Sejm powołał komisję śledczą ds. czynności operacyjno-rozpoznawczych z użyciem systemu Pegasus[18].
  - Były sekretarz stanu w MSZ w rządzie Mateusza Morawieckiego, Piotr Wawrzyk, został zatrzymany przez CBA, związku z tzw. „aferą wizową”[19].
- 23 stycznia – prezydent RP Andrzej Duda wydał postanowienie w przedmiocie ułaskawienia Mariusza Kamińskiego i Macieja Wąsika[20], którzy w tym samym dniu po decyzji prezydenta RP opuścili zakłady karne[21].
- 28 stycznia – odbył się 32. finał Wielkiej Orkiestry Świątecznej Pomocy[22].
- 31 stycznia–2 lutego – wizyta króla Danii Fryderyka X. Monarcha odwiedził Warszawę i Szczecin[23][24][25].

### Luty
- 1 lutego – rada nadzorcza Orlenu S.A. odwołała Daniela Obajtka z funkcji prezesa oraz ze składu zarządu tej spółki, z upływem dnia 5 lutego[26][27].
- 9 lutego – w ponad 200 miejscach w Polsce odbywały się blokady dróg i inne formy protestów rolników, m.in. przeciwko wdrażaniu elementów Europejskiego Zielonego Ładu, importowi żywności z Ukrainy oraz niewystarczającemu wsparciu w hodowli zwierząt[28][29][30].
- 14–16 lutego – wizyta przewodniczącej Parlamentu Europejskiego Roberty Metsoli w Polsce[31].
- 20–21 lutego – protest rolników i myśliwych. Protestujący zablokowali większość przejść granicznych Polski z Ukrainą, a także węzły komunikacyjne i drogi dojazdowe do przeładunkowych stacji kolejowych oraz portów morskich[32].
- 22 lutego – Sejm odrzucił wniosek o wyrażenie wotum nieufności wobec ministra sprawiedliwości Adama Bodnara[33].
- 23 lutego – wizyta przewodniczącej Komisji Europejskiej Ursuli von der Leyen w Polsce[34].
- 26 lutego – wizyta premiera Kanady Justina Trudeau w Polsce[35].

### Marzec
- 4 marca – 26. ceremonia wręczenia Polskich Nagród Filmowych „Orłów”[36].
- 6 marca – Sejm RP przyjął głosami posłów koalicji KO-PSL-PL2050-NL uchwałę w sprawie „usunięcia skutków kryzysu konstytucyjnego lat 2015–2023 w kontekście działalności Trybunału Konstytucyjnego”[37]. Przeciw uchwale głosowali posłowie opozycji (PiS, Konfederacja, Kukiz’15)[37], której zdaniem jest to „zamach na niezależność TK” i „próba tworzenia anarchii w Polsce”[38][39].
- 14 marca – metropolita gdański abp Tadeusz Wojda został wybrany na nowego przewodniczącego Konferencji Episkopatu Polski, zaś metropolita wrocławski abp Józef Kupny na nowego wiceprzewodniczącego Konferencji Episkopatu Polski[40].
- 22 marca – wizyta prezydenta Węgier Tamása Sulyoka[41].
- 24 marca:
  - o godzinie 4:23 rosyjska rakieta manewrująca, wystrzelona przez bombowiec strategiczny Tu-95, naruszyła polską przestrzeń powietrzną, niedaleko miejscowości Oserdów, i przebywała w niej przez 39 sekund[42].
  - port lotniczy Rzeszów-Jasionka otrzymał imię Rodziny Ulmów[43].
- 28 marca – wizyta premiera Ukrainy Denysa Szmyhala[44].

### Kwiecień
- 7 kwietnia – kilkanaście osób zostało rannych w wyniku wybuchu gazu w bloku w Tychach na ulicy Darwina[45].
- 7 kwietnia – pierwsza tura wyborów samorządowych[46][47].
- 10 kwietnia – Sejm RP odrzucił wniosek o wyrażenie wotum nieufności wobec ministra spraw wewnętrznych i administracji Marcina Kierwińskiego[48].
- 11 kwietnia – wspólna wizyta w Polsce przewodniczącego Rady Europejskiej Charlesa Michela oraz premierów: Estonii, Finlandii, Grecji, Hiszpanii, Irlandii i Luksemburga[49][50][51].
- 12 kwietnia – Sejm RP głosami posłów koalicji KO-PSL-PL2050-NL uchwalił nowelizację ustawy o Krajowej Radzie Sądownictwa (KRS) przywracającą wybór przez środowiska sędziowskie 15 sędziów-członków KRS[52][53].
- 16 kwietnia – oficjalna wizyta prezydent Słowacji Zuzany Čaputovej w Polsce[54][55].
- 21 kwietnia – w 748 miastach i gminach odbyła się druga tura wyborów samorządowych[56][57].
- 23 kwietnia – wizyta premiera Wielkiej Brytanii Rishiego Sunaka i sekretarza generalnego NATO Jensa Stoltenberga w Polsce[58].
- 24 kwietnia – minister kultury i dziedzictwa narodowego Bartłomiej Sienkiewicz podał się do dymisji[59]. Rezygnacja była spowodowana kandydowaniem Bartłomieja Sienkiewicza w wyborach do Parlamentu Europejskiego z listy Koalicji Obywatelskiej[59].
- 30 kwietnia – zakończenie 5,5-letniej kadencji jednostek samorządu terytorialnego w Polsce przedłużonej na mocy ustawy z dnia 29 września 2022 r. o przedłużeniu kadencji organów jednostek samorządu terytorialnego[60][61].

### Maj
- 6 maja – sędzia WSA w Warszawie Tomasz Szmydt wystąpił o udzielenie mu azylu politycznego na Białorusi[62][63].
- 6–7 maja: wizyta przewodniczącej Komisji Europejskiej Ursuli von der Leyen w Polsce[64][65].
- 10 maja: premier RP Donald Tusk poinformował o rezygnacji z funkcji ministrów Marcina Kierwińskiego, Bartłomieja Sienkiewicza, Borysa Budki i Krzysztofa Hetmana oraz powołaniu na ich miejsce Tomasza Siemoniaka, Hanny Wróblewskiej, Jakuba Jaworowskiego i Krzysztofa Paszyka[66].
  - doszło do pożaru nielegalnego składowiska chemikaliów w Siemianowicach Śląskich. W związku z pożarem doszło do skażenia wody w okolicznych ciekach wodnych, następnie wysłano do okolicznych mieszkańców alert RCB mówiący o nieotwieraniu okien w mieszkaniach[67][68].
- 12 maja – doszło do pożaru hali targowej Marywilska 44 w Warszawie – największego centrum handlowego w mieście, w którego terenie swoje usługi oferowało ponad 1400 firm prywatnych[69].
- 13 maja – prezydent RP Andrzej Duda powołał Tomasza Siemoniaka na funkcję ministra spraw wewnętrznych i administracji, Hannę Wróblewską na funkcję ministra kultury i dziedzictwa narodowego, Jakuba Jaworowskiego na funkcję ministra aktywów państwowych i Krzysztofa Paszyka na funkcję ministra rozwoju i technologii oraz jednocześnie odwołał z funkcji ministrów Marcina Kierwińskiego, Bartłomieja Sienkiewicza, Borysa Budkę i Krzysztofa Hetmana[70].
- 22–24 maja: oficjalna wizyta prezydenta Cypru w Polsce. Nikos Christodulidis odwiedził Warszawę i Kraków[71][72][73].

### Czerwiec
- 6 czerwca – zmarł żołnierz 1 Warszawskiej Brygady Pancernej, Mateusz Sitek, który 28 maja został ugodzony nożem w klatkę piersiową przez migranta na granicy polsko-białoruskiej, w okolicy Dubiczów Cerkiewnych. Żołnierz został pośmiertnie odznaczony złotym medalem i awansowany do stopnia sierżanta przez Ministra Obrony Narodowej – Władysława Kosiniaka-Kamysza[74][75].
- 9 czerwca – wybory do Parlamentu Europejskiego w Polsce[76].
- 10 czerwca – jedna osoba zginęła w wybuchu i pożarze w zakładach zbrojeniowych Mesko w Skarżysku-Kamiennej[77][78].
- 13 czerwca – przywrócenie strefy buforowej na granicy polsko-białoruskiej[79][80][81].

### Lipiec
- 1 lipca – w Warszawie (po raz pierwszy w Polsce), wyznaczono Strefę Czystego Transportu(inne języki)[82][83][84].
- 2 lipca:
  - w gmachu Kancelarii Prezesa Rady Ministrów odbyły się polsko-niemieckie konsultacje międzyrządowe z udziałem, m.in. premiera Donalda Tuska i kanclerza federalnego Olafa Schotza[85][86].
  - oficjalna wizyta prezydenta Albanii Bajrama Begaja w Polsce[87][88][89].
- 4 lipca – wizyta prezydenta Słowacji Petera Pellegriniego w Polsce[90].
- 5 lipca – oficjalna wizyta emira Kataru Tamima ibn Hamada Al Saniego w Polsce[91].
- 8 lipca – wizyta prezydenta Ukrainy Wołodymyra Zełenskiego w Polsce[92].
- 15 lipca – Agencja Bezpieczeństwa Wewnętrznego (ABW) zatrzymała posła na Sejm RP Marcina Romanowskiego (Suwerenna Polska, klub parlamentarny Prawa i Sprawiedliwości) w związku ze śledztwem Prokuratury Krajowej dotyczącym Fundusz Sprawiedliwości[93]. Dzień później Sąd Rejonowy Warszawa-Mokotów uchylił decyzję Prokuratury Krajowej o zatrzymaniu posła na Sejm RP Marcina Romanowskiego i nakazał wypuszczenie polityka na wolność z powodu posiadania przez niego immunitetu członka Zgromadzenia Parlamentarnego Rady Europy[94].
- 21 lipca – odbyły się wybory uzupełniające do Senatu w okręgu wyborczym nr 13[95][96], które wygrał Stanisław Pawlak (Nowa Lewica) uzyskując wynik 46,30% głosów[97].

### Sierpień
- 1 sierpnia – obchody 80. rocznicy wybuchu Powstania Warszawskiego, z udziałem m.in. prezydenta Niemiec Franka-Waltera Steinmeiera[98][99][100][101].
- 13 sierpnia – Rada Ministrów nominowała Piotra Serafina na stanowisko komisarza w KE (drugiej Komisja Ursuli von der Leyen). 16 sierpnia prezydent Andrzej Duda zatwierdził tę nominację[102][103].
- 16 sierpnia – polski satelita EagleEye znalazł się na orbicie okołoziemskiej[104][105].
- 21–22 sierpnia: wizyta premiera Indii Narendry Modiego, będąca pierwszą od 45 lat wizytą szefa rządu Indii w Polsce[106][107].
- 24/25 sierpnia – w wyniku pożaru i wybuchu w kamienicy w Poznaniu, zginęło 2 strażaków[108][109].
- 29 sierpnia – PKW odrzuciła sprawozdanie PiS, stwierdzając nieprawidłowości w kampanii parlamentarnej na kwotę 3,2 mln złotych; dotacja będzie zmniejszona o 10 mln i będzie wynosiła 28 mln oraz partia zostanie pozbawiona subwencji wyborczej na okres trzech lat[110].

### Wrzesień
- 4–5 września: wizyta prezydenta Litwy w Polsce. Gitanas Nauseda uczestniczył w obchodach 455. rocznicy podpisania Unii Lubelskiej[111][112][113][114].
- 5 września – wizyta premiera Irlandii Simona Harrisa w Polsce[115].
- 7 września – w następstwie prac przy drążeniu tunelu średnicowego, doszło do zawalenia się ściany kamienicy przy al. 1 maja w Łodzi[116][117][118].
- 10 września – wizyta prezydenta Finlandii Alexandra Stubba w Polsce[119].
- 12 września – wizyta sekretarza stanu USA Antony’ego Blinkena w Polsce[120][121].
- od 12 września – powódź w Europie Środkowej, w tym południowo-zachodniej Polsce.
- 16 września–15 października: wprowadzony przez Radę Ministrów stan klęski żywiołowej, na części obszaru województw: dolnośląskiego, lubuskiego, opolskiego i śląskiego[122][123][124].
- 23 września – początek wojskowej operacji Feniks w celu zabezpieczenia, oczyszczenia i pomocy w odbudowie terenów dotkniętych powodzią[125][126].
- 23–28 września: w Gdyni odbył się 49. Festiwal Polskich Filmów Fabularnych[127][128].
- 26 września – Marcin Kierwiński został powołany na stanowisko ministra-członka Rady Ministrów, pełnomocnika rządu ds. odbudowy obszarów dotkniętych powodzią[129].

### Październik
- 11 października – w Krakowie odbyło się 19. spotkanie prezydentów państw Unii Europejskiej w ramach Grupy Arraiolos[130].
- 22 października – minister spraw zagranicznych Radosław Sikorski wycofał zgodę na działalność Konsulatu Generalnego Federacji Rosyjskiej w Poznaniu[131][132].
- 24 października – Ministerstwo Obrony Narodowej opublikowało raport Zespołu ds. oceny funkcjonowania „Podkomisji Smoleńskiej”[133][134].
- 25 października – w Warszawie otwarto nową siedzibę Muzeum Sztuki Nowoczesnej[135].
- 27 października – partia polityczna Lewica Razem podjęła decyzję o opuszczeniu klubu parlamentarnego Lewicy i utworzeniu własnego koła poselskiego[136].

### Listopad
- 13 listopada: 
  - otwarcie bazy tarczy antyrakietowej w Redzikowie[137][138].
  - marszałek Sejmu Szymon Hołownia zapowiedział swój start w wyborach prezydenckich[139][140].
- 14 listopada – Prezydent Wrocławia Jacek Sutryk został zatrzymany przez funkcjonariuszy CBA w związku ze sprawą związaną z Collegium Humanum, a stanowisko prezydenta miasta tymczasowo objęła wiceprezydentka Renata Granowska. Dzień później Sutryk wrócił do sprawowania urzędu[141][142][143].
- 18 listopada – PKW odrzuciła sprawozdanie finansowe partii PiS za rok 2023[144].
- 23 listopada – Rafał Trzaskowski zwyciężył w prawyborach Koalicji Obywatelskiej i został ogłoszony jej kandydatem w wyborach prezydenckich[145].
- 24 listopada – w Krakowie odbyła się konwencja Prawa i Sprawiedliwości, podczas której ogłoszono, że kandydatem z poparciem tej partii w wyborach prezydenckich zostanie dotychczasowy prezes Instytutu Pamięci Narodowej (IPN) Karol Nawrocki[146][147][148].
- 29 listopada – Julia Przyłębska zrzekła się funkcji prezesa TK[149][150][151]. Od tego dnia, z powodu najdłuższego stażu w Trybunale, jest sędzią kierującym pracami TK, do czasu wyboru nowego prezesa[152].

### Grudzień
- 12 grudnia – Prokuratura Krajowa wydała list gończy za posłem Marcinem Romanowski, który został oskarżony przez Sąd Rejonowy w Warszawie w aferze związanej z funduszem sprawiedliwości[153].
- 24 grudnia – Prezydent Andrzej Duda podpisał ustawę z dnia 6 grudnia dotyczącą uchwalenia Wigilii Świąt Bożego Narodzenia dniem wolnym od pracy w zamian za 3 niedziele handlowe poprzedzające ten dzień[154].

## Wydarzenia na świecie

### Styczeń
- 1 stycznia:
  - Belgia objęła prezydencję w Radzie Unii Europejskiej.
  - oficjalnie rozwiązano struktury państwowe Górskiego Karabachu[155].
  - Egipt, Etiopia, Iran i Zjednoczone Emiraty Arabskie dołączyły do BRICS[156].
  - Viola Amherd objęła urząd prezydenta Szwajcarii, a Karin Keller-Sutter – wiceprezydenta Szwajcarii[157][158].
  - Bad Ischl, Bodø oraz Tartu zostały Europejskimi Stolicami Kultury 2024[159].
  - pierwsza wersja Myszki Miki przeszła do domeny publicznej w USA[160][161].
  - trzęsienie ziemi w Japonii o magnitudzie 7,6 w skali Richtera[162].
  - w Estonii weszła w życie ustawa dopuszczająca zawieranie małżeństw przez osoby tej samej płci[163][164].
  - Succès Masra zastąpił Saleha Kebzabo na stanowisku premiera Czadu[165].
  - Etiopia podpisała porozumienie z Somalilandem, państwem nieuznawanym przez żadne inne państwo, dotyczącym możliwości wykorzystania portu w Berberze przez Etiopię w zamian za uznanie Somalilandu w przyszłości[166]
- 2 stycznia – zderzenie się dwóch samolotów, pasażerskiego Airbusa A350-900 Japan Airlines oraz Bombardier Q Series należącego do japońskiej straży przybrzeżnej(inne języki), na płycie lotniska Tokio-Haneda (5 ofiar, 15 rannych)[167].
- 3 stycznia:
  - w trakcie obchodów czwartej rocznicy śmierci generała Ghasema Solejmaniego, w pobliżu jego grobowca, w irańskim mieście Kerman, doszło do dwóch eksplozji ładunków wybuchowych, zabijając ponad 100 osób[168].
  - Hilda Heine objęła urząd prezydenta Wysp Marshalla, sprawowany przez nią wcześniej w latach 2016–2020[169].
- 5 stycznia – W magazynie "Monthly Notices of the Royal Astronomical Society" opublikowano badanie zespołu naukowców pod kierownictwem profesora Patricka Irwina z Uniwersytetu Oksfordzkiego, gdzie dokonano retuszu zdjęcia Neptuna z sondy Voyager 2 na podstawie danych z spektrografów Teleskopu Hubble’a oraz Bardzo Dużego Teleskopu. Dotychczas uważano iż kolor atmosfery Neptuna jest ciemnoniebieski, a dzięki badaniu uzyskano rzeczywisty kolor Neptuna, zielonkawo-niebieski, który jest nieznacznie bardziej niebieskawy od koloru Urana, co możliwe, że jest spowodowane cieńszą atmosferą Neptuna[170][171][172][173][174].
- 6 stycznia – podczas lotu 1282(inne języki) linii Alaska Airlines, z Portland w stanie Oregon do Ontario w Kalifornii krótko po wystartowaniu w samolocie Boeing 737 MAX 9 wypadły drzwi ewakuacyjne w tylnej lewej stronie kadłuba. Samolot wylądował awaryjnie i nikomu nic się nie stało. Linia lotnicza uziemiła wszystkie swoje Boeing 737 MAX 9[175].
- 7 stycznia – w wyborach parlamentarnych w Bangladeszu(inne języki) zwyciężyła dotychczas rządząca Liga Awami, uzyskując 222 mandaty (na ogólną liczbę 300) w Zgromadzeniu Narodowym. Wybory zostały zbojkotowane przez część partii, w tym główne ugrupowanie opozycyjne – Nacjonalistyczną Partię Bangladeszu (BNP)(inne języki), a także towarzyszyły im oskarżenia o fałszerstwa i stosowanie przemocy w czasie kampanii wyborczej[176][177][178].
- 8 stycznia:
  - prezydent Ekwadoru, Daniel Noboa, ogłosił stan wojenny(inne języki), w związku z ucieczką przywódcy gangu Los Choneros, Adolfo Macias[179][180].
  - prezydent Francji, Emmanuel Macron, przyjął dymisję rządu Élisabeth Borne[181].
  - w Berlinie grupa byłych członków Die Linkspartei.PDS, utworzyła partię polityczną Sojusz Sahry Wagenknecht (BSW)[182][183].
- 9 stycznia – w Ekwadorze doszło do ataku gangu na siedzibę państwowej telewizji TC Televisión(inne języki) podczas transmisji na żywo, biorąc znajdujące się tam osoby jako zakładników[184]
- 11 stycznia:
  - wybuch zamieszek(inne języki) w Papui-Nowej Gwinei, po tym, jak policja ogłosiła strajk z powodu braku podwyżek[185].
  - we Francji powołano rząd Gabriela Attala[186][187].
- 11–12 stycznia – siły powietrzne Marynarki Wojennej Stanów Zjednoczonych i brytyjskie Królewskie Siły Powietrzne dokonały serii bombardowań pozycji Hutich na terenie Jemenu[188][189].
- 13 stycznia –  wybory prezydenckie i parlamentarne(inne języki) w Republice Chińskiej (Tajwanie)[190][191]:
  - w wyborach prezydenckich zwyciężył kandydat DPP – dotychczasowy wiceprezydent i były premier Lai Ching-te (40,1% głosów), przed  Hou Yu-ih(inne języki)(Kuomintang; 33,5% głosów) i Ko Wen-je(inne języki) (TPP(inne języki) – 26,5%). Na urząd wiceprezydenta została wybrana Hsiao Bi-khim(inne języki) (DPP)[192].
  - w wyborach parlamentarnych zwyciężył Kuomintang (52 mandaty), przed DPP (51 mandatów) i TPP (8 mandatów)[193].
- 14 stycznia:
  - Bernardo Arévalo objął urząd prezydenta Gwatemali, a Karin Herrera – wiceprezydenta Gwatemali[194][195].
  - dotychczasowy książę koronny Fryderyk, wstąpił na tron Danii (jako król Fryderyk X) w następstwie abdykacji swojej matki – królowej Małgorzaty II. Jednocześnie, dotychczasowa księżna koronna Maria została królową duńską, zaś książę Chrystian – księciem koronnym (następcą tronu)[196].
  - w wyniku abdykacji Małgorzaty II, król Szwecji Karol XVI Gustaw stał się najdłużej urzędującą głową państwa na świecie (od 15 września 1973).
- 15 stycznia:
  - Donald Trump zwyciężył w caucusie w stanie Iowa, który zainaugurował tegoroczne prawybory prezydenckie Partii Republikańskiej[197].
  - Iran przeprowadził atak rakietowy na Irbil, w Irackim Kurdystanie, zabijając 4 osoby. W związku z tym, ambasador Iraku opuścił Iran w ramach protestu[198][199].
- 16 stycznia – Iran przeprowadził atak rakietowy i dronowy(inne języki) na Beludżystan w Pakistanie, zabijając dwójkę dzieci. Pakistan w ramach protestu odwołał swojego ambasadora[200][201].
- 18 stycznia:
  - Pakistan dokonał odwetowego ataku rakietowego(inne języki) na Iran, w prowincji Sistan i Beludżystan, zabijając 7 osób, w tym 4 dzieci[202][203][204].
  - Alper Gezeravcı(inne języki) stał się pierwszym w historii obywatelem Turcji, który odbył lot kosmiczny (Axiom Mission 3 na Międzynarodową Stację Kosmiczną)[205].
- 19 stycznia – japoński lądownik SLIM wylądował na powierzchni Księżyca[206][207].
- 21 stycznia – gubernator Florydy Ron DeSantis wycofał się z prawyborów prezydenckich Partii Republikańskiej i udzielił w nich poparcia Donaldowi Trumpowi[208].
- 22 stycznia:
  - wizyta premiera RP Donalda Tuska w Kijowie[209][210].
  - Joseph Boakai objął urząd prezydenta Liberii, zaś Jeremiah Koung(inne języki) – wiceprezydenta Liberii[211][212].
- 23 stycznia:
  - trzęsienie ziemi(inne języki) o magnitudzie 7,1 w Sinciangu w Chinach[213].
  - parlament Turcji ratyfikował wniosek Szwecji o przystąpienie do NATO[214].
- 24 stycznia – w katastrofie samolotu Ił-76 w obwodzie biełgorodzkim w Rosji zginęły 74 osoby[215][216].
- 28 stycznia:
  - Amerykańska firma Neuralink, jako pierwsza w historii, przeprowadziła udany zabieg wszczepienia chipa do mózgu żywego pacjenta[217]
  - pierwsza tura wyborów prezydenckich w Finlandii; do drugiej tury zakwalifikowali się: kandydat konserwatywnej Partii Koalicji Narodowej, były premier Alexander Stubb (27,21% głosów) oraz niezależny kandydat – popierany przez Ligę Zielonych, były minister spraw zagranicznych Pekka Haavisto (25,80% głosów)[218].
  - Talat Xhaferi objął stanowisko premiera Macedonii Północnej, jako pierwsza w historii osoba narodowości albańskiej[219].
  - Tshering Tobgay objął stanowisko premiera Bhutanu (uprzednio sprawowane w latach 2013–2018)[220].
  - Niger, Mali i Burkina Faso opuściły ECOWAS[221].
  - Trzech amerykańskich żołnierzy stacjonujących w amerykańskiej bazie Tower 22 w Jordanii zginęło, a 34 zostało rannych, podczas ataku dronów(inne języki) przeprowadzonego przez bojówki Islamskiego Oporu w Iraku, czyli szyicką organizację wspieraną przez Iran[222].
- 31 stycznia – sułtan Johoru Ibrahim Ismail, został królem Malezji (Yang di-Pertuan Agong)[223][224].

### Luty
- 1 lutego – Rada Europejska osiągnęła porozumienie w sprawie pakietu wsparcia dla Ukrainy (Instrument na rzecz Ukrainy), o wartości 50 mld € – w tym 17 mld € dotacji oraz 33 mld € pożyczek, do 2027 roku[225][226].
- 2 lutego – Siły Powietrzne USA, w odwecie za  atak dronów na amerykańską bazę w Jordanii(inne języki) z 28 stycznia, dokonało nalotu na 85 celów znajdujących się w Syrii i Iraku, które miały należeć do różnych bojówek islamskich wspieranych przez Iran[227].
- 3 lutego:
  - brytyjskie i amerykańskie siły zbrojne ponownie zaatakowały pozycje Hutich w Jemenie[228].
  - prezydent USA Joe Biden zwyciężył w prawyborach w Karolinie Południowej. Były to pierwsze z tegorocznych prawyborów prezydenckich Partii Demokratycznej[229].
  - Michelle O’Neill(inne języki) objęła stanowisko pierwszego ministra Irlandii Północnej[230].
- 4 lutego:
  - wybory (prezydenckie i parlamentarne) w Salwadorze(inne języki)[231].
    - w wyborach prezydenckich zwyciężył Nayib Bukele (prezydent w latach: 2019–2023), który uzyskał 84,6% głosów. Na urząd  wybrany został dotychczasowy wiceprezydent Félix Ulloa(inne języki)[232].
    - w wyborach do Zgromadzenia Ustawodawczego zwyciężyła partia Nuevas Ideas(inne języki). Ugrupowanie utworzone przez Nayiba Bukele uzyskało 71,1% głosów (54 mandaty na ogólną liczbę 60)[233].

  - W wyniku śmierci Hage Geingoba urząd prezydenta Namibii objął Nangolo Mbumba[234].
- 6 lutego:
  - Oljas Bektenov objął stanowisko premiera Kazachstanu[235].
  - Doszło do katastrofy helikoptera(inne języki) nad jeziorem Ranco w Chile, w której zginął były prezydent Chile Sebastián Piñera[236].
- 7 lutego – w wyborach prezydenckich w Azerbejdżanie(inne języki) zwyciężył İlham Əliyev. Urzędujący od 2003 roku prezydent uzyskał 92,1% głosów i został wybrany na piątą kadencję[237]. Wybory zostały zbojkotowane przez największe ugrupowania opozycyjne: Musavat i Ludowy Front Azerbejdżanu[238].
- 8 lutego:
  - generał Wałerij Załużny został odwołany z funkcji głównodowodzącego Sił Zbrojnych Ukrainy przez prezydenta Wołodymyra Zełenskiego. Nowym głównodowodzącym został generał pułkownik Ołeksandr Syrski[239].
  - Irakli Kobachidze objął stanowisko premiera Gruzji[240].
  - wybory parlamentarne w Pakistanie(inne języki)[241]. Najwięcej mandatów w Zgromadzeniu Narodowym (101 na ogólną liczbę 336) zdobyli kandydaci niezależni (w tym 93 powiązanych z partią PTI, która nie została dopuszczona do udziału w wyborach), przed PML-N(inne języki) (75 mandatów) i PPP (54 mandaty)[242][243].
- 10 lutego – Katalin Novák ogłosiła swoją rezygnację ze stanowiska prezydenta Węgier. Rezygnacja miała związek z ujawnieniem informacji, że w kwietniu 2023 roku ułaskawiła Endre Kónyę, byłego zastępcę dyrektora sierocińca w Bicske, który był zamieszany w sprawę pedofilii i został skazany na karę więzienia[244][245][246].
- 11 lutego – były premier Alexander Stubb zwyciężył w drugiej turze wyborów prezydenckich w Finlandii, uzyskując 51,6% głosów[247][248].
- 13 lutego – francuskie i czadyjskie siły specjalne odbiły z rąk porywaczy polską wolontariuszkę, Aleksandrę Kuligowską, która została porwana ze szpitala w Dono Manga(inne języki) pięć dni wcześniej[249][250].
- 14 lutego – wybory parlamentarne(inne języki) i prezydenckie(inne języki) w Indonezji[251].
  - w wyborach prezydenckich zwyciężył Prabowo Subianto (58,59% głosów), przed Aniesem Baswedanem (24,95%) i Ganjarem Pranowo(inne języki) (16,47%). Na urząd wiceprezydenta Indonezji(inne języki) został wybrany Gibran Rakabuming Raka(inne języki)[252][253][254].
  - w wyborach parlamentarnych najwyższe poparcie uzyskała PDI-P (16,72% głosów – 110 mandatów), przed: Golkar (15,29% głosów – 102 mandaty), Gerindra (13,22% głosów – 86 mandatów), PKB (10,62% głosów – 68 mandatów), Nasdem (9,66% głosów – 69 mandatów), PKS (8,42% głosów – 53 mandaty), PD (7,43% głosów – 44 mandaty) oraz PAN (7,24% głosów – 48 mandatów)[255][256].
- 17 lutego – wojska ukraińskie wycofały się z Awdijiwki[257].
- 22 lutego – amerykańska sonda IM-1 Odysseus wylądowała na Księżycu, jako pierwszy w historii komercyjny księżycowy lądownik[258][259][260].
- 24 lutego – siły powietrzne USA i Wielkiej Brytanii dokonały 18 uderzeń na cele huti[261].
- 25 lutego – wybory parlamentarne na Białorusi(inne języki)[262].
- 26 lutego:
  - parlament Węgier: wyraził zgodę (jako ostatni z krajów członkowskich Paktu Północnoatlantyckiego) na ratyfikację protokołu o przystąpieniu Szwecji do NATO[263], przyjął rezygnację Katalin Novák z urzędu prezydenta Węgier[264] i wybrał na ten urząd Tamása Sulyoka, który był jedynym kandydatem[265].
  - Feleti Teo(inne języki) objął stanowisko premiera Tuvalu[266].
  - w Paryżu odbyła się konferencja państw członkowskich NATO w sprawie pomocy dla Ukrainy[267].
- 27 lutego – w Pradze odbyło się spotkanie szefów rządów państw Grupy Wyszehradzkiej[268].
- 29 lutego:
  - Żołnierze Izraela dokonali masakry na 118 Palestyńczykach, otwierając ogień do grupy cywilów stłoczonej przy konwoju z pomocą humanitarną[269][270][271].
  - Liczba ofiar w takcie wojny Izraela z Hamasem przekroczyła 30 tysięcy[269].

### Marzec
- 1 marca:
  - Alexander Stubb objął urząd prezydenta Finlandii[272][273].
  - wybory w Iranie do Madżlisu(inne języki) i Zgromadzenia Ekspertów(inne języki)[274].
  - w Moskwie odbył się pogrzeb Aleksieja Nawalnego[275].
- 2 marca – we stolicy Haiti, Port-au-Prince, doszło do ucieczki ok. 4 tys więźniów(inne języki) z więzienia po tym, jak budynek został zdobyty przez gangi[276][277].
- 3 marca – Shehbaz Sharif objął urząd premiera Pakistanu, sprawowany uprzednio przez niego w latach 2022–2023[278].
- 4 marca:
  - Kongres Parlamentu Francuskiego znowelizował treść art. 34 Konstytucji Francji, gwarantując kobietom możliwość przerwania ciąży. Tym samym, Francja stała się pierwszym państwem na świecie, w którym prawo do aborcji zostało zagwarantowane na poziomie konstytucyjnym (z chwilą wejścia w życie tej noweli – 8 marca)[279][280].
  - Sąd Najwyższy Stanów Zjednoczonych uchylił orzeczenia sądów najwyższych stanów Kolorado, Illinois i New Hampshire, wykluczających Donalda Trumpa (na podstawie 14. poprawki do Konstytucji USA) z udziału w tegorocznych prawyborach i wyborach prezydenckich w tych stanach[281][282][283].
- 5 marca:
  - Tamás Sulyok objął urząd prezydenta Węgier[284][285].
  - Premier Peru Alberto Otárola poddał się do dymisji po ujawnieniu kompromitujących go nagrań, zostając zastąpionym przez Gustavo Adrianzéna[286].
- 6 marca:
  - Była gubernator Karoliny Południowej Nikki Haley wycofała się z prawyborów prezydenckich Partii Republikańskiej, jako ostatnia kontrkandydatka Donalda Trumpa[287].
  - Sidiki Kaba zastąpił Amadou Ba na stanowisku premiera Senegalu[288].
- 7 marca – Szwecja stała się 32. państwem członkowskim NATO[289][290][291].
- 8 marca – referendum konstytucyjne w Irlandii(inne języki)[292][293].
- 9 marca:
  - Kolegium Elekcyjne wybrało Asifa Alego Zardariego na urząd prezydenta Pakistanu[294].
  - Amerykański stan Utah wprowadził nową wersję swojej flagi[295].
- 10 marca:
  - w przedterminowych wyborach parlamentarnych w Portugalii(inne języki) zwyciężyła koalicja Sojusz Demokratyczny (PSD, CDS–PP, PPM), która uzyskała 28,85% głosów (80 mandatów), przed PS (28,00% głosów – 78 mandatów), Chega (18,07% gł. – 50 mand.), IL(inne języki) (4,94% gł. – 8 mand.), BE (4,36% gł. – 5 mand.), CDU (3,17% gł. – 4 mand.) i LIVRE(inne języki) (3,16% gł. – 4 mand.)[296][297][298].
  - 96. ceremonia wręczenia Oscarów[299][300].
- 11 marca – premier, oraz p.o. prezydenta Haiti, Ariel Henry, podczas pobytu na Portoryko, podał się do dymisji, w związku z niemożnością powrotu do kraju, który wynika z trwającego tam chaosu politycznego(inne języki)[301].
- 12 marca – wizyta prezydenta RP Andrzeja Dudy i premiera RP Donalda Tuska w Waszyngtonie w Białym Domu, z okazji 25. rocznicy przystąpienia Polski do NATO[302][303].
- 13 marca – Parlament Europejski zatwierdził rozporządzenie – AI Act[304][305][306][307].
- 14 marca – Muhammad Mustafa objął stanowisko premiera Palestyny[308].
- 15–17 marca – w wyborach prezydenckich w Rosji zwyciężył Władimir Putin (88,48% głosów)[309]. Wybory te nie zostały uznane (przez władze wielu państw), za uczciwe, wolne ani demokratyczne[310][311][312][313].
- 16 marca – w Massachusetts General Hospital(inne języki) w Bostonie doszło do pierwszego przeszczepu nerki z genetycznie modyfikowanej świni człowiekowi[314][315].
- 18 marca – chorwacki Sąd Konstytucyjny orzekł, że prezydent Zoran Milanović nie może kandydować w zaplanowanych na 17 kwietnia wyborach parlamentarnych(inne języki), o ile wcześniej nie zrezygnuje z urzędu[316].
- 20 marca:
  - Leo Varadkar zrezygnował z funkcji przewodniczącego partii Fine Gael i zapowiedział ustąpienie z urzędu premiera (Taoiseach)[317].
  - w związku z wyborem Any Brnabić na stanowisko przewodniczącej Zgromadzenia Narodowego, wicepremier i minister spraw zagranicznych Ivica Dačić rozpoczął wykonywanie obowiązków premiera Serbii[318].
  - Vaughan Gething objął stanowisko pierwszego ministra Walii[319].
- 21 marca – Võ Văn Thưởng ustąpił z urzędu prezydenta Wietnamu[320].
- 22 marca – w Krasnogorsku pod Moskwą doszło do ataku na halę koncertową Crocus City Hall, w której miał się odbyć koncert rockowy. Śmierć poniosły 144 osoby, a 551 zostało rannych[321][322][323][324]. Do odpowiedzialności za atak przyznało się Państwo Islamskie[325].
- 23 marca:
  - pierwsza tura wyborów prezydenckich na Słowacji(inne języki). Do drugiej tury zakwalifikowali się: popierany przez PS, KDH i SaS, były minister spraw zagranicznych Ivan Korčok (42,51% głosów) oraz kandydat partii HLAS-SD (popierany również przez SMER), przewodniczący Rady Narodowej i były premier Peter Pellegrini (37,02%)[326][327][328].
  - Maryna Wasileuskaja(inne języki) stała się pierwszą w historii obywatelką Białorusi, która odbyła lot kosmiczny (Sojuz MS-25 na Międzynarodową Stację Kosmiczną)[329][330].
- 25 marca – Rada Bezpieczeństwa ONZ przyjęła Rezolucję nr 2728 wzywającą Izrael i Hamas do zawieszenia broni w Strefie Gazy oraz zwolnienia izraelskich zakładników uprowadzonych przez Hamas[331].
- 26 marca – w Baltimore, w następstwie uderzenia przez kontenerowiec MV Dali(inne języki) w podporę, zawalił się Francis Scott Key Bridge[332][333].
- 31 marca – Bułgaria i Rumunia przystąpiły w ograniczonym zakresie do strefy Schengen. Zniesione zostały kontrole na granicach wewnętrznych tej strefy, w portach lotniczych i morskich. Pozostawiono kontrole na lądowych przejściach granicznych[334][335][336][337].

### Kwiecień
- 1 kwietnia:
  - Siły Obronne Izraela zaatakowały wyraźnie oznaczony konwój humanitarny składający się z trzech pojazdów należący do organizacji humanitarnej World Central Kitchen, oraz jadący po trasie zatwierdzonej przez wojsko Izraela. W kierunku konwoju zostało wystrzelone trzy pociski z drona. W wyniku zginęło 7 wolontariuszy, w tym obywatele Australii, Kanady, USA, Irlandii, Palestyny oraz Polski[338][339][340].
  - w Niemczech weszły w życie przepisy legalizujące posiadanie marihuany przez osoby które ukończyły 18 lat (w ilości do 25 g przy sobie i do 50 g w domu) oraz uprawę konopi indyjskich (do trzech roślin)[341].
  - Siły Powietrzne Izraela zbombardowały konsulat irański w Damaszku. W nalocie zginęło 16 osób, w tym generał Mohammad Reza Zahedi(inne języki) – jeden z dowódców Sił Ghods Korpusu Strażników Rewolucji Islamskiej[342][343][344].
  - Kneset przyjął tzw. ustawę Al-Dżazira, m.in. upoważniającą rząd do tymczasowego zamykania na terenie Izraela biur zagranicznych stacji telewizyjnych[345].
  - odbyły się wybory lokalne w Turcji(inne języki) w których wygrała główna opozycyjna partia, CHP, zdobywając 37,8% głosów, oraz wygrywając wybory na burmistrza największych miast: Istambułu i Ankary. Rządząca partia, AKP, zdobyła drugie miejsce z wynikiem 35,5%[346][347].
  - Judith Tuluka, jako pierwsza kobieta w historii, objęła stanowisko premiera Demokratycznej Republiki Konga[348].
- 2 kwietnia:
  - Bassirou Diomaye Faye objął urząd prezydenta Senegalu[349].
  - Ousmane Sonko objął stanowisko premiera Senegalu[350].
  - Luís Montenegro objął stanowisko premiera Portugalii[351].
- 3 kwietnia – trzęsienie ziemi na Tajwanie(inne języki) o magnitudzie 7,7[352].
- 4 kwietnia:
  - Myriam Spiteri Debono objęła urząd prezydenta Malty[353][354].
  - w Brukseli odbyły się uroczystości 75. rocznicy podpisania Traktatu północnoatlantyckiego[355].
- 5 kwietnia – w Quito ekwadorska policja wkroczyła na teren ambasady Meksyku, gdzie dokonała aresztowania byłego wiceprezydenta Ekwadoru Jorge Glasa(inne języki). W reakcji na naruszenie eksterytorialności swojej placówki, Meksyk zerwał stosunki dyplomatyczne z Ekwadorem[356].
- 6 kwietnia:
  - Peter Pellegrini zwyciężył w drugiej turze wyborów prezydenckich na Słowacji(inne języki), uzyskując 53,12% głosów[357][358][359].
  - od kilkudziesięciu do ponad stu tysięcy osób uczestniczyło w Budapeszcie w proteście przeciwko rządowi Victora Orbána[360][361].
- 9 kwietnia:
  - Simon Harris objął stanowisko premiera Irlandii (Taoiseach)[362].
  - Dimityr Gławczew objął stanowisko premiera Bułgarii[363].
  - Bjarni Benediktsson objął stanowisko premiera Islandii[364].
- 10 kwietnia: w wyborach parlamentarnych w Korei Południowej zwyciężył Sojusz Demokratyczny Korei(inne języki) (gł. Partia Demokratyczna) – który uzyskał 175 mandatów (na ogólną liczę 300), przed: Partią Władzy Ludowej (108 mandatów), Koreańską Partią Odbudowy(inne języki) (12 mandatów) i Partią Reform(inne języki) (3 mandaty)[365][366][367].
- 13 kwietnia – 7 osób (w tym sprawca) zginęło, a 20 zostało rannych w ataku nożownika w centrum handlowym Bondi Junction w Sydney[368].
- 13–14 kwietnia: Iran przeprowadził atak powietrzny (z wykorzystaniem rakiet i dronów) na terytorium Izraela[369][370][371].
- 16 kwietnia:
  - w Olimpii została zapalona pochodnia olimpijska i rozpoczęła się sztafeta z pochodnią przed Igrzyskami XXXIII Olimpiady[372].
  - gwałtowna powódź(inne języki) w Dubaju i innych miastach Zjednoczonych Emiratów Arabskich[373][374].
- 17 kwietnia – w wyborach parlamentarnych w Chorwacji(inne języki) zwyciężyła HDZ (34,42% głosów – 61 madatów), przed: koalicją Rijeke pravde(inne języki) (m.in. SDP i HSS; 25,40% – 42 mand.), DP(inne języki) (9,56% – 14 mand.), Možemo!(inne języki)  (9,10% – 10 mand.) oraz koalicją Most i HS(inne języki) (8,02% – 11 mand.)[375][376][377].
- 17 kwietnia – początek powodzi(inne języki) w Kenii[378]
- 19 kwietnia:
  - Izrael dokonał odwetowego ataku rakietowego(inne języki) na Iran, ostrzeliwując irańskie bazy wojskowe w Isfahanie, oraz Syrii i Iraku[379].
  - rozpoczęły się wybory parlamentarne w Indiach(inne języki), które potrwają do 1 czerwca[380][381][382].
- 20 kwietnia – Izba Reprezentantów USA przyjęła ustawy w sprawie wsparcia wojskowego i finansowego Ukrainy[383]  oraz Izraela[384], odpowiednio o wartości 60,8[385] i 26 mld $[386].
- 24 kwietnia:
  - prezydent Stanów Zjednoczonych Joe Biden podpisał ustawy o pomocy wojskowej dla Ukrainy, Izraela i Tajwanu[387].
  - pierwsza tura wyborów prezydenckich w Macedonii Północnej. Do drugiej tury zakwalifikowała się kandydatka WMRO-DPMNE Gordana Siłjanowska-Dawkowa (40,09% głosów) oraz urzędujący prezydent Stewo Pendarowski, popierany przez SDSM (19,93% głosów)[388][389][390].
- 25 kwietnia – licząca 9 członków Prezydencka Rada Przejściowa(inne języki) objęła władzę w Haiti[391].
- 29 kwietnia – początek powodzi(inne języki) w brazylijskim stanie Rio Grande do Sul[392]
- 30 kwietnia – w Kijowie rozpoczęto demontaż Pomnika Przyjaźni Narodów, upamiętniającego zjednoczenie Rosji i Ukrainy w 1654 roku, w wyniku ugody perejasławskiej[393].

### Maj
- 2 maja:
  - Jeremiah Manele(inne języki) objął stanowisko premiera Wysp Salomona[394].
  - Miloš Vučević objął stanowisko premiera Serbii[395].
- 5 maja – wybory generalne w Panamie(inne języki)[396]. José Raúl Mulino został wybrany na urząd prezydenta (34,23% głosów)[397][398].
- 7 maja – Władimir Putin rozpoczął piątą kadencję na urzędzie prezydenta Rosji[399].
- 7–11 maja: w Malmö odbył się 68. Konkurs Piosenki Eurowizji 2024. Zwyciężył Nemo (reprezentujący Szwajcarię) z piosenką „The Code”[400][401].
- 8 maja:
  - w przedterminowych wyborach parlamentarnych(inne języki)  w Macedonii Północnej zwyciężyła prawicowa koalicja Twoja Macedonia(inne języki) (gł. WMRO-DPMNE; 58 mandatów w Zgromadzeniu Republiki na ogólną liczbę 120), przed centrolewicową koalicją Dla europejskiej przyszłości(inne języki) (gł. SDSM, LDP(inne języki) i NSDP(inne języki); 18 mand.) oraz koalicjami ugrupowań mniejszości narodowych: Front Europejski (gł. DUI, DPA i DPTM(inne języki); 19 mand.) i VLEN (gł. ASH(inne języki) i Alternatywa(inne języki); 13 mand.)[402].
  - Gordana Siłjanowska-Dawkowa, uzyskując 65,14% głosów, zwyciężyła w drugiej turze wyborów prezydenckich w Macedonii Północnej[403][404][405][406].
  - John Swinney objął stanowisko pierwszego ministra Szkocji[407].
  - na lotnisku w Stambule wylądował awaryjnie samolot FedEx[408].
- 12 maja:
  - Gordana Siłjanowska-Dawkowa objęła urząd prezydenta Macedonii Północnej, jako pierwsza kobieta w historii[409][410].
  - pierwsza tura wyborów prezydenckich na Litwie(inne języki). Do drugiej tury zakwalifikowali się: prezydent Gitanas Nausėda (44,10% głosów) i premier Ingrida Šimonytė (19,86%)[411].
  - referendum(inne języki) w sprawie zmiany konstytucji na Litwie[412]. Za dopuszczalnością posiadania podwójnego obywatelstwa opowiedziało się 72,63% głosujących (42,82% uprawnionych do głosowania), lecz wymagana była większość uprawnionych do głosowania[413][414].
- 14–25 maja: 77. Międzynarodowy Festiwal Filmowy w Cannes[415][416].
- 15 maja:
  - Lawrence Wong objął stanowisko premiera Singapuru[417].
  - doszło do próby zamachu na słowackiego premiera, Roberta Ficę w Handlovej. W kierunku premiera sprawca oddał 4-5 strzałów, poważnie raniąc szefa rządu. Premier, w stanie ciężkim, został przewieziony do szpitala w Bańskiej Bystrzycy[418].
- 19 maja: 
  - w pobliżu Warzaghanu doszło do katastrofy śmigłowca, w której zginęło 8 osób – w tym prezydent Iranu Ebrahim Ra’isi oraz minister spraw zagranicznych Hosejn Amir Abdollahijan[419].
  - prezydent Dominikany Luis Abinader został wybrany na drugą kadencję[420]
  - w Demokratycznej Republice Konga doszło do nieudanego zamachu stanu(inne języki)[421][422].
- 20 maja:
  - prokurator Międzynarodowego Trybunału Karnego w Hadze, Karim Khan(inne języki), złożył wniosek o aresztowanie dla przywódców Izraela, w tym Binjamina Netanjahu, oraz dla przywódców Hamasów, za popełnienie zbrodni wojennych w Gazie[423].
  - Lai Ching-te objął urząd prezydenta, Hsiao Bi-khim(inne języki) – wiceprezydenta, zaś Cho Jung-tai(inne języki) – premiera Republiki Chińskiej (Tajwanu)[424].
- 22 maja:
  - Tô Lâm objął urząd prezydenta Wietnamu[425].
  - Hiszpania, Irlandia oraz Norwegia zapowiedziały uznanie państwowości Palestyny[426].
- 24 maja:
  - Międzynarodowy Trybunał Sprawiedliwości wydał zarządzenie nakazujące Izraelowi natychmiastowe wstrzymanie ofensywy w Rafah w Strefie Gazy[427][428].
  - w lawinie kamienistej w Papui-Nowej Gwinei zginęło szacunkowo ok. 2000 osób[429].
- 26 maja – Gitanas Nausėda zwyciężył w drugiej turze wyborów prezydenckich na Litwie(inne języki). Urzędujący prezydent otrzymał 74,43% głosów[430][431].
- 28 maja – sąd Demokratycznej Republiki Konga wypuścił z więzienia polskiego podróżnika, Mariusza Majewskiego, po interwencji polskiego MSZ oraz prezydenta. Podróżnik został zaaresztowany w lutym 2024, a 23 maja skazany na dożywocie za rzekome szpiegostwo[432].
- 29 maja – w wyborach parlamentarnych w Republice Południowej Afryki(inne języki) zwyciężył ANC (40,18% głosów – 159 mandatów na ogólną liczbę 400), przed: DA (21,81% – 87 mand.), MK(inne języki) Jacoba Zumy (14,58% – 58 mand.), EFF (9,50% – 39 mand.) oraz IFP 3,85% – 17 mand.). Po raz pierwszy w wyborach od czasu zniesienia apartheidu (w 1994 roku), Afrykański Kongres Narodowy nie uzyskał bezwzględnej większości w Zgromadzeniu Narodowym[433][434][435][436].
- 30 maja – Donald Trump został uznany przez ławę przysięgłych sądu federalnego (Sąd Dystryktowy Stanów Zjednoczonych dla Południowego Dystryktu Nowego Jorku) za winnego 34 zarzutów fałszowania dokumentacji biznesowej, co było pierwszym w historii przypadkiem uznania byłego prezydenta Stanów Zjednoczonych za winnego przestępstwa[437].

### Czerwiec
- 1 czerwca:
  - Nayib Bukele objął urząd prezydenta Salwadoru (sprawowany przez niego uprzednio w latach 2019–2023)[438][439].
  - w wyborach prezydenckich w Islandii zwyciężyła bezpartyjna kandydatka Halla Tómasdóttir (34,15% głosów), przed: byłą premier Katrín Jakobsdóttir (VG – 25,19%), Hallą Hrund Logadóttir (niezależna – 15,68%) i Jónem Gnarrem (Sojusz – 10,09%)[440][441][442].
  - chińska sonda Chang’e 6 wylądowała na niewidocznej stronie Księżyca[443][444].
- 2 czerwca – wybory parlamentarne i prezydenckie w Meksyku(inne języki)[445]. W wyborach prezydenckich zwyciężyła Claudia Sheinbaum, jako pierwsza kobieta w historii Meksyku[446].
- 5 czerwca – Rozpoczęcie misji Boeing Crew Flight Test – statek kosmiczny Starliner, wraz z załogą, został wystrzelony za pomocą rakiety Atlas V[447].
- 6 czerwca – główne uroczystości 80. rocznicy lądowania aliantów w Normandii[448].
- 6–9 czerwca: wybory do Parlamentu Europejskiego[449].
- 9 czerwca:
  - wybory w Belgii (parlamentarne(inne języki) i regionalne(inne języki))[450][451].
  - przedterminowe wybory parlamentarne w Bułgarii(inne języki)[452].
  - prezydent Francji Emmanuel Macron zapowiedział rozwiązanie Zgromadzenia Narodowego i przedterminowe wybory parlamentarne na 30 czerwca oraz 7 lipca[453].
  - premier Belgii Alexander De Croo zapowiedział złożenie dymisji kierowanego przez siebie rządu[454][455].
- 10 czerwca – w katastrofie samolotu wojskowego(inne języki)w Malawi zginęło 10 osób, w tym wiceprezydent Saulos Chilima(inne języki) i była pierwsza dama Patricia Shanil Muluzi(inne języki)[456][457][458][459].
- 13–15 czerwca – w Fasano odbył się 50. szczyt grupy G7[460][461].
- 14 czerwca – reelekcja, przez Zgromadzenie Narodowe, prezydenta RPA Cyrila Ramaphosy[462][463].
- 14–19 czerwca – podczas Hadżdżu, związku z wysoką temperaturą dochodzącą do 52 °C, z powodu udaru cieplnego zmarło(inne języki) ponad 1300 pielgrzymów[464][465].
- 15 czerwca – Peter Pellegrini objął urząd prezydenta Słowacji[466][467].
- 15–16 czerwca: w kurorcie Bürgenstock(inne języki) koło Lucerny, odbyła się konferencja pokojowa w sprawie Ukrainy(inne języki)[468][469][470].
- 23 czerwca – w dwóch miastach w Dagestanie (Rosja), w Derbencie oraz Machaczkale, doszło do zamachów terrorystycznych[471][472].
- 24 czerwca:
  - Julian Assange, twórca WikiLeaks, został zwolniony z brytyjskiego więzienia, a następnego dnia na wyspie Saipan zawarł ugodę z rządem USA w sprawie ujawnienia tajnych dokumentów[473][474].
  - Hristijan Mickoski objął stanowisko premiera Macedonii Północnej[475].
- 25 czerwca:
  - w Luksembugu rozpoczęły się negocjacje w sprawie przystąpienia Ukrainy i Mołdawii do Unii Europejskiej[476][477][478][479].
  - MTK wydał nakazy aresztowania rosyjskich generałów Walerija Gierasimowa (szefa Sztabu Generalnego) oraz Siergieja Szojgu (b. ministra obrony), jako podejrzanych o popełnienie zbrodni wojennych i zbrodni przeciwko ludzkości podczas inwazji Rosji na Ukrainę[480][481].
  - chińska sonda Chang’e 6 powróciła na Ziemię, przywożąc próbki pobrane z powierzchni Księżyca[482].
- 26 czerwca – w Boliwii doszło do nieudanego puczu(inne języki) pod dowództwem byłego szefa armii[483].
- 27 czerwca:
  - Rada Europejska nominowała Ursulę von der Leyen na stanowisko przewodniczącej Komisji Europejskiej w kadencji 2024–2029 oraz wybrała: António Costę na stanowisko przewodniczącego Rady Europejskiej i Kaję Kallas na stanowisko Wysokiego przedstawiciela Unii do spraw zagranicznych i polityki bezpieczeństwa[484][485].
  - w studiu telewizji CNN w Atlancie odbyła się pierwsza debata prezydencka(inne języki) pomiędzy Joe Bidenem i Donaldem Trumpem[486][487].
- 28 czerwca:
  - w wyborach parlamentarnych w Mongolii(inne języki) zwyciężyła dotychczas rządząca MPP, która uzyskała 68 mandatów (na ogólną liczbę 126), przed DP (42 mandaty)[488][489][490].
  - pierwsza tura wyborów prezydenckich w Iranie(inne języki), do drugiej tury zakwalifikowali się: Masud Pezeszkijan (42,5% głosów) i Said Dżalili(inne języki) (38,6%)[491][492][493][494].
- 30 czerwca: 
  - pierwsza tura przedterminowych wyborów parlamentarnych we Francji[495].
  - biskup Daniel (Atanas Nikołow) objął urząd patriarchy Bułgarii[496][497].

### Lipiec
- 1 lipca:
  - Węgry objęły prezydencję w Radzie Unii Europejskiej.
  - José Raúl Mulino objął urząd prezydenta Panamy[498][499].
  - w Grecji wprowadzono sześciodniowy (48-godzinny) tydzień pracy[500][501].
  - Sąd Najwyższy Stanów Zjednoczonych orzekł (w sprawie(inne języki) byłego prezydenta Donalda Trumpa), że prezydenci USA są objęci „absolutnym immunitetem” podczas wykonywania podstawowych czynności związanych ze sprawowaniem ich urzędu – z wyjątkiem „działań nieoficjalnych”[502][503][504].
  - w Bangladeszu rozpoczęły się masowe protesty(inne języki) przeciwko systemowi parytetów, który gwarantuje 30% stanowisk w służbie cywilnej dla potomków weteranów wojny o niepodległość[505][506][507][508][509].
- 2 lipca – w Holandii został powołany rząd Dicka Schoofa[510].
- 4 lipca – wybory parlamentarne w Wielkiej Brytanii[511].
- 5 lipca: 
  - w wyniku wygranych wyborów parlamentarnych w Wielkiej Brytanii przez Partię Pracy pierwszy raz od 14 lat odsuwając od władzy Partię Konserwatywną, lider tej partii Keir Starmer otrzymał z rąk króla Karola III misje stworzenia gabinetu[512].
  - Masud Pezeszkijan zwyciężył w drugiej turze wybory prezydenckie w Iranie(inne języki), otrzymując 53,6% głosów[513][514].
- 7 lipca – druga tura przedterminowych wyborów parlamentarnych we Francji.
- 8 lipca – prezydent Francji Emmanuel Macron odmówił przyjęcia dymisji złożonej przez premiera Gabriela Attala[515].
- 9–11 lipca: w Waszyngtonie odbył się 37. szczyt NATO[516][517][518][519][520].
- 11 lipca – pożar katedry w Rouen[521][522].
- 13 lipca – w Butler doszło do próby zamachu na Donalda Trumpa[523][524].
- 15 lipca – Khadga Prasad Sharma Oli objął stanowisko premiera Nepalu[525].
- 15–18 lipca: w Milwaukee odbyła się Narodowa Konwencja Republikanów, która dokonała nominacji Donalda Trumpa jako kandydata Partii Republikańskiej na urząd prezydenta w tegorocznych wyborach, zaś J.D. Vance’a na kandydata na wiceprezydenta[526][527][528][529].
- 16 lipca – rozpoczęła się pierwsza sesja plenarna Parlamentu Europejskiego wybranego w 2024 roku. Roberta Metsola została ponownie wybrana na stanowisko przewodniczącej PE[530][531].
- 19 lipca: 
  - globalna awaria komputerów z systemami z rodziny Microsoft Windows, korzystających z oprogramowania przedsiębiorstwa CrowdStrike(inne języki)[532].
  - Ursula von der Leyen została wybrana przez PE na drugą kadencję na stanowisku przewodniczącej KE[533].
- 21 lipca: 
  - prezydent USA Joe Biden ogłosił rezygnację ze startu w wyborach prezydenckich w 2024 roku przekazujące swe poparcie dotychczasowej wiceprezydentce USA Kamali Harris[534][535].
  - wg danych programu Copernicus Climate Change Service(inne języki), średnia przygruntowa temperatura powietrza na Ziemi wyniosła tego dnia 17,08 °C, co jest najwyższą zanotowaną wartością od początku prowadzenia pomiarów w 1940[536][537].
- 21–22 lipca: w wyniku osunięć ziemi w Geze Gofa, na południu Etiopii, zginęło(inne języki) ponad 200 osób[538][539].
- 23 lipca – Kristen Michal objął stanowisko premiera Estonii[540][541].
- 27 lipca – w ataku rakietowym na boisko w Madżdal Szams na Wzgórzach Golan zginęło 12 osób, a ponad 30 zostało rannych[542][543][544].
- 28 lipca – w wyborach prezydenckich w Wenezueli, według Narodowej Rady Wyborczej (CNE), zwyciężył dotychczasowy prezydent Nicolás Maduro[545][546][547]. Wyniki te nie zostały uznane przez wenezuelską opozycję oraz przez szereg państw świata[548][549][550][551][552][553].
- 30 lipca:
  - Masud Pezeszkijan objął urząd prezydenta Iranu[554][555].
  - Izrael przeprowadził nalot(inne języki) na osiedle Harat Hurajk w Bejrucie, zabijając 7 osób, w tym dowódcę Hezbollahu Fu’ada Szukra[556].
- 30 lipca–10 sierpnia: zamieszki w Wielkiej Brytanii(inne języki) po zabójstwie 3 dziewcząt w Southport[557][558][559][560][561][562].
- 31 lipca:
  - Lider Hamasu, Isma’il Hanijja, wraz z jego ochroniarzem, zostali zabici w zamachu bombowym(inne języki) w Teheranie dokonanym  przez siły Izraela[563].
  - Były prezydent Gwinei, Moussa Dadis Camara, został skazany przez gwinejski za zbrodnie przeciwko ludzkości sąd na 20 lat więzienia w związku z krwawym stłumieniem protestów z 2009 roku[564].

### Sierpień
- 1 sierpnia:
  - Halla Tómasdóttir objęła urząd prezydenta Islandii[565].
  - w porcie lotniczym Ankara-Esenboğa doszło do największej, od czasu zakończenia zimnej wojny, wymiany więźniów(inne języki) pomiędzy Stanami Zjednoczonymi a Rosją[566][567][568][569].
- 2 sierpnia – Moctar Ould Diay(inne języki) objął stanowisko premiera Mauretanii[570].
- 3 sierpnia – prezydent Wietnamu Tô Lâm  objął funkcję sekretarza generalnego KC Komunistycznej Partii Wietnamu[571].
- 5 sierpnia: 
  - w wyniku masowych protestów(inne języki), Sheikh Hasina ustąpiła z urzędu premiera Bangladeszu i udała się do Indii[572][573][574].
  - jednodniowe załamanie wartości indeksów na wielu giełdach papierów wartościowych[575][576][577].
- 6 sierpnia: 
  - początek ukraińskiej operacji wojskowej w obwodzie kurskim w Rosji[578][579][580].
  - Kamala Harris ogłosiła, że Tim Walz będzie kandydatem Partii Demokratycznej na urząd wiceprezydenta USA w tegorocznych wyborach[581][582].
  - Eluned Morgan objęła stanowisko pierwszego ministra Walii[583].
- 7 sierpnia:
  - Trybunał Konstytucyjny Tajlandii(inne języki) orzekł rozwiązanie największej partii w parlamencie – Idziemy Naprzód(inne języki), związku z postulowaniem przez tę partię zniesienia prawa zabraniającego zniesławiania monarchy[584].
  - Kamel Madouri(inne języki) objął stanowisko premiera Tunezji[585].
- 8 sierpnia – Muhammad Yunus stanął na czele rządu tymczasowego Bangladeszu[586][587].
- 9 sierpnia – w katastrofie lotniczej w Brazylii, zginęły 62 osoby[588][589].
- 14 sierpnia – WHO ogłosiła zagrożenia zdrowia publicznego o zasięgu międzynarodowym małpią ospą[590][591].
- 17 sierpnia – Manuel Osa Nsue Nsua(inne języki) objął stanowisko premiera Gwinei Równikowej[592].
- 18 sierpnia – Paetongtarn Shinawatra objęła stanowisko premiera Tajlandii[593][594].
- 19 sierpnia – prezydent Bułgarii Rumen Radew odmówił zaprzysiężenia rządu utworzonego przez Goricę Kożarewą(inne języki) i zarządził (drugie w tym roku) przedterminowe wybory parlamentarne na 27 października[595][596].
- 19–22 sierpnia: w Chicago odbyła się Narodowa Konwencja Demokratów przed wyborami prezydenckimi[597][598], podczas której Kamala Harris przyjęła oficjalnie nominację partii na prezydenta Stanów Zjednoczonych Ameryki[599].
- 23 sierpnia: 
  - Robert F. Kennedy Jr. zapowiedział wycofanie się z tegorocznych wyborów prezydenckich i poparcie w nich kandydatury Donalda Trumpa[600][601].
  - w wyniku ataku nożownika(inne języki) w Solingen zginęły 3 osoby, a 8 zostało rannych[602][603].
- 24 sierpnia – ponad 200 osób zginęło w ataku terrorystycznym(inne języki) w okolicach Barsalogho(inne języki), w Burkinie Faso[604][605].
- 29 sierpnia – Nicolina Elrick odbyła suborbitalny lot kosmiczny (Blue Origin NS-26(inne języki)), jako pierwsza w historii obywatelka Singapuru[606][607][608].
- 30 sierpnia – Sąd Najwyższy(inne języki) zawiesił działalność serwisu społecznościowego X na terenie Brazylii[609][610][611].

### Wrzesień
- 1 września – odbyły się wybory(inne języki) do Landtagu Turyngii. Po raz pierwszy w wyborach do parlamentu niemieckiego kraju związkowego zwyciężyła AfD[612][613][614].
- 2 września – Didier Guillaume objął stanowisko ministra stanu Monako[615].
- 2–13 września: najdłuższa w dotychczasowej historii pontyfikatu podróż apostolska papieża Franciszka do Azji i Oceanii[616].
- 5 września – Michel Barnier objął stanowisko premiera Francji[617][618].
- 7 września –  urzędujący prezydent Algierii Abd al-Madżid Tabbun został wybrany na drugą kadencję (uzyskał w wyboarch powszechnych 94,65% głosów)[619][620][621].
- 10 września – w Filadelfii odbyła się, transmitowana przez telewizję ABC, debata kandydatów na urząd prezydenta USA: Kamali Harris i Donalda Trumpa[622][623][624][625].
- 12 września – Jared Isaacman, jako pierwszy w historii kosmiczny turysta, odbył spacer kosmiczny (misja Polaris Dawn)[626][627].
- 13 września – WHO zatwierdziła szczepionkę przeciwko małpiej ospie[628][629].
- 14 września – Muhammad Ghazi al-Dżalali został desygnowany przez prezydenta Baszszara al-Asada na stanowisko premiera Syrii[630].
- 15 września: 
  - doszło do drugiej próby zamachu(inne języki) na Donalda Trumpa. Niedoszły zamachowiec, Ryan Wesley Routh, próbował zastrzelić Trumpa podczas jego rozgrywki w golfa, lecz został zauważony przez agentów Secret Service i ostrzelany przez nich. Zamachowiec, który uprzednio zbiegł z miejsca, został następnie ujęty[631][632][633].
  - Dżafar Hassan objął stanowisko premiera Jordanii[634].
- 16 września – Niemcy wprowadziły kontrolę na granicach lądowych ze wszystkimi sąsiednimi państwami[635][636][637].
- 17 września – koncern Meta zablokował dostęp dla rosyjskich mediów państwowych (m.in. RT i Rossija siegodnia) do swoich serwisów (m.in. Facebook, WhatsApp i Instagram)[638][639][640].
- 17–18 września: Eksplozje radiokomunikatorów Hezbollahu w Libanie i Syrii[641].
- 22–23 września: w siedzibie ONZ w Nowym Jorku odbył się Szczyt dla Przyszłości(inne języki)[642][643][644].
- 23 września: 
  - Izrael rozpoczął masowe bombardowanie Libanu w ramach operacji „Północne Strzały”[645].
  - Anura Kumara Dissanayake objął urząd prezydenta Sri Lanki[646].
- 24 września – Harini Amarasuriya objęła stanowisko premiera Sri Lanki[647].
- 24–29 września: huragan Helene(inne języki) uderzył w południowo-wschodnią część Stanów Zjednoczonych[648][649][650].
- 27 września:
- w wyniku izraelskiego bombardowania Bejrutu zginął lider Hezbollahu Hasan Nasrallah[651].
- 28 września – rosyjski atak dronowy na szpital w Sumach[652][653].
- 29 września
  - w wyborach parlamentarnych w Austrii zwyciężyła FPÖ (28,9% gł. – 57 mandatów w Radzie Narodowej, na ogólną liczbę 183), przed: ÖVP (26,3% – 51 mand.), SPÖ (21,1% –41 mand.), NEOS (9,1% – 18 mand.) i Zielonymi (8,2% – 16 mand.)[654][655][656][657].
  - papież Franciszek podczas swojej podróży apostolskiej do Belgii, ogłosił o zamiarze rozpoczęcia procesu beatyfikacyjnego byłego króla Belgii Baldwina I Koburga[658].
  - Siły Powietrzne Izraela zaatakowały, kontrolowane przez Huti, porty Al-Hudajda i Ras Isa(inne języki) w Jemenie[659][660][661].
- 30 września – zamknięto Ratcliffe-on-Soar power station(inne języki), która była ostatnią elektrownią węglową w Wielkiej Brytanii[662].

### Październik
- 1 października:
  - siły Izraela wkroczyły do Libanu rozpoczynając inwazję[663].
  - Mark Rutte objął stanowisko sekretarza generalnego NATO[664][665].
  - Claudia Sheinbaum objęła urząd prezydenta Meksyku[666][667].
  - atak odwetowy Iranu na Izrael[668][669].
  - wojska rosyjskie zajęły Wuhłedar[670][671].
  - premier Japonii Fumio Kishida podał się, wraz ze swoim rządem, do dymisji. Nowym premierem, oraz przywódcą Partii Liberalno-Demokratycznej, został Shigeru Ishiba, który zapowiedział przedterminowe wybory parlamentarne(inne języki) na 27 października[672][673].
  - w Nowym Jorku odbyła się, transmitowana przez telewizję CBS, debata kandydatów na urząd wiceprezydenta USA: JD Vance’a i Tima Walza[674][675][676].
- 2 października – Zgromadzenie Parlamentarne Rady Europy, po raz pierwszy w historii, uchyliło immunitet jednemu ze swoich członków (Marcinowi Romanowskiemu)[677][678].
- 6 października:
  - W Kazachstanie przeprowadzono referendum w dotyczące budowy pierwszej elektrowni atomowej(inne języki), gdzie 71% głosujących opowiedziało się za budową[679][680].
  - wybory prezydenckie w Tunezji(inne języki)[681][682].
- 6–12 października: nad Zatoką Meksykańską i Florydą przeszedł Huragan Milton[683][684].
- 7 października:
  - po rezygnacji Sahle-Work Zewde, Taye Atske Selassie został wybrany i objął urząd prezydenta Etiopii[685].
  - Leslie Voltaire objął urząd przewodniczącego Prezydenckiej Rady Przejściowej Haiti(inne języki)[686].
- 8 października:
  - następca tronu Luksemburga książę Wilhelm objął urząd Namiestnika Wielkiego Księcia[687].
  - francuskie Zgromadzenie Narodowe odrzuciło wniosek o wotum nieufności wobec rządu Michela Barniera[688][689].
- 13 października – pierwsza tura wyborów parlamentarnych na Litwie[690][691].
- 14 października – rozpoczęła się amerykańska misja kosmiczna Europa Clipper, której celem będzie badanie Jowisza i Europy[692][693][694].
- 16 października: Siły Obronne Izraela przeprowadziły operację zabójstwa(inne języki) lidera Hamasu Jahjy Sinwara[695].
- 20 października: 
  - Prabowo Subianto objął urząd prezydenta Indonezji[696][697].
  - w pierwszej turze wyborów prezydenckich w Mołdawii najwięcej głosów uzyskała urzędująca prezydent Maia Sandu (42,45%), przed kandydatem PSRM Alexandrem Stoianoglo (25,98%)[698][699]
  - w referendum w Mołdawii przyjęta został propozycja nowelizcji konstytucji (dotyczącej ewentualnego członkostwa Mołdawii w Unii Europejskiej), za którą opowiedziło się 50,38% głosujących[700][701][702].
- 21 października – po rezygnacji Tô Lâma, Lương Cường został jednogłośnie wybrany przez Zgromadzenie Narodowe na prezydenta Wietnamu i objął urząd tego samego dnia[703].
- 26 października
  - bombardowanie Iranu przez Izrael[704].
  - wybory parlamentarne w Gruzji[705].
- 27 października:
  - druga tura wyborów parlamentarnych na Litwie[691][706].
  - drugie w tym roku wybory parlamentarne w Bułgarii[596][707].
  - wybory parlamentarne i prezydenckie(inne języki) w Urugwaju. Do drugiej tury wyborów prezydenckich zakwalifikowali się Yamandú Orsi i Álvaro Delgado Ceretta(inne języki)[708][709].
  - przedterminowe wybory parlamentarne w Japonii(inne języki)[710][711].
- 29 października – Rosyjski Sąd Najwyższy(inne języki) nałożył na Google karę w wysokości 2 sekstylionów rubli (ok. 80 kwintyliardów zł) związku z blokadą 17 kanałów rosyjskich mediów informacyjnych na platformie YouTube. Kwota ta jest o ok. 180 tryliardów razy większa, aniżeli wynosi PKB całego świata, które wynosi wg Międzynarodowego Funduszu Walutowego 110 bilionów dolarów[712][713][714][715][716][717].
- 29–30 października: ponad 200 osób zginęło wskutek powodzi w Hiszpanii[718][719][720].
- 30 października – w wyborach parlamentarnych w Botswanie(inne języki) zwyciężyła partia Parasol Dla Demokratycznych Zmian (UDC)(inne języki). Rządząca w tym państwie, od czasu uzyskania przez nie niepodległości (w 1966) Demokratyczna Partia Botswany (BDP)(inne języki), utraciła większość w Zgromadzeniu Narodowym[721][722][723].

### Listopad
- 1 listopada:
  - Francja tymczasowo przywróciła kontrole na granicach ze wszystkimi państwami, z wyjątkiem Monako[724][725][726].
  - w Nowym Sadzie, w Serbii doszło do zawalenia się dachu dworca kolejowego. Wskutek katastrofy 14 osób zginęło, a 30 zostało rannych[727].
  - Duma Boko objął urząd prezydenta Botswany[728][729].
- 2 listopada – Kemi Badenoch została liderką brytyjskiej Partii Konserwatywnej[730][731].
- 3 listopada – prezydent Mołdawii Maia Sandu zwyciężyła w drugiej turze wyborów prezydenckich, uzyskując 55,33% głosów[732][733][734].
- 5 listopada – odbyły się wybory prezydenckie w USA[735]; Donald Trump został wybrany na 47. prezydenta Stanów Zjednoczonych[736].
- 6 listopada – FDP opuściła koalicję rządową w Niemczech. Następnego dnia, jej przewodniczący Christian Lindner, został odwołany ze stanowiska ministra finansów[737][738][739].
- 11–24 listopada: w Baku odbyła się 29. konferencja ONZ w sprawie zmiany klimatu (COP 29)(inne języki)[740][741].
- 12 listopada: 
  - Naiqama Lalabalavu objął urząd prezydenta Fiji[742].
  - Navin Ramgoolam objął stanowisko premiera Mauritiusa, uprzednio sprawowane przez siebie w latach 1995–2000 i 2005–2014[743].
  - Justin Welby zrezygnował z urzędu arcybiskupa Canterbury, w następstwie ogłoszenia raportu dotyczącego ukrywania przypadków wykorzystania seksualnego chłopców i młodych mężczyzn oraz stosowania przemocy wobec nich[744][745].
- 17 listopada – prezydent USA Joe Biden wyraził zgodę na użycie przez Ukrainę przeciwko Rosji rakiet dalekiego zasięgu ATACMS[746][747].
- 18–19 listopada – w Rio de Janeiro odbył się 19. szczyt grupy G20[748][749][750].
- 20 listopada – władze USA ogłosiły decyzję o przekazaniu Ukrainie min przeciwpiechotnych[751][752].
- 21 listopada – wykorzystanie przez Rosję rakietowego pocisku balistycznego średniego zasięgu, podczas inwazji na Ukrainę[753][754][755].
- 22 listopada – MTK wydał nakazy aresztowania premiera Izraela Binjamina Netanjahu i byłego izraelskiego ministra obrony Jo’awa Galanta (podejrzanych o zbrodnie wojenne i przeciwko ludzkości w trakcie operacji w Strefie Gazy) oraz dowódcy Hamasu Muhammada Dajfa (podejrzanego o zbrodnie przeciwko ludzkości podczas ataku Hamasu na Izrael 7 października 2023)[756][757].
- 24 listopada: 
  - pierwsza tura wyborów prezydenckich w Rumunii. Do drugiej tury zakwalifikował się kandydat niezależny Călin Georgescu (22,94% głosów) oraz kandydatka USR Elena Lasconi (19,18%)[758][759].
  - w drugiej turze wyborów prezydenckich w Urugwaju(inne języki) zwyciężył Yamandú Orsi (kandydat FA), który uzyskał 52,08% głosów. Carolina Cosse została wybrana na urząd wiceprezydenta(inne języki)[760][761].
- 25 listopada – samolot Boeing 737 linii Swiftair rozbił się o budynek podczas podchodzenia do lądowania na lotnisku w Wilnie na Litwie[762].
- 27 listopada:
  - wejście w życie zawieszenia broni(inne języki) na okres 60 dni pomiędzy Izraelem a Hezbollahem[763][764].
  - Parlament Europejski (370 głosami za, wobec 282 przeciw i przy 36 posłach wstrzymujących się od głosowania), zatwierdził skład nowej Komisji Europejskiej[765][766].
- 29 listopada – wybory parlamentarne w Irlandii(inne języki)[767].
- 30 listopada – przedterminowe wybory parlamentarne w Islandii[768][769].

### Grudzień
- 1 grudnia: 
  - António Costa objął stanowisko przewodniczącego Rady Europejskiej[770].
  - wybory parlamentarne w Rumunii(inne języki)[771].
- 3 grudnia – prezydent Korei Południowej Yoon Suk-yeol ogłosił pierwszy od 1980 roku stan wojenny na terenie całego kraju[772][773].
- 4 grudnia – Zgromadzenie Narodowe Francji przegłosowało votum nieufności dla premiera Michela Barniera. Związku z tym premier 13 grudnia złożył urząd[774].
- 5 grudnia – Brian Thompson, prezes amerykańskiej firmy ubezpieczeniowej UnitedHealth Group został zastrzelony(inne języki) na ulicy w Nowym Jorku przez 26-letniego Luigiego Mangione[775]. Ten akt spotkał się z szeroką aprobatą wśród amerykańskich internautów w związku z niezadowoleniem wobec amerykańskiej służby zdrowia[776][777].
- 6 grudnia – Sąd Konstytucyjny Rumunii(inne języki) unieważnił pierwszą turę wyborów prezydenckich w tym kraju związku z tym, iż kampania Calina Georgescu była fundowana z zagranicy[778].
- 7 grudnia:
  - Uroczyste otwarcie katedry Notre-Dame w Paryżu, odbudowanej po pożarze w 2019 roku[779].
  - w wyborach prezydenckich(inne języki) w Ghanie wygrał dotychczasowy prezydent John Dramani Mahama z wynikiem 56,55%[780].
- 8 grudnia:
  - w wyniku ofensywy sił opozycyjnych, rozpoczętej pod koniec listopada 2024, obalono rządy Baszszara al-Asada w Syrii. Al-Asad opuścił stolicę, która tego samego dnia została zajęta przez rebeliantów[781][782]. Według Ministerstwa Spraw Zagranicznych Federacji Rosyjskiej al-Asad opuścił Syrię, wydając wcześniej rozkazy pokojowego przekazania władzy rebeliantom[783].
  - Izrael rozpoczął inwazję na Syrię wkraczając swoimi wojskami do strefy buforowej przy okupowanych przez Izrael Wzgórzach Golan[784].
- 14 grudnia:
  - południowokoreański parlament, wynikiem głosów 204 z 300, wszczął procedurę impeachmentu wobec prezydenta Korei Południowej, który w związku z tym został zawieszony w pełnieniu obowiązków[785]. Obowiązki prezydenta Korei Południowej przejął wówczas premier, Han Duck-soo[785].
  - Kolegium elektorów w Gruzji wybrało na prezydenta(inne języki) państwa Micheila Kawelaszwilego. Wybór ten nie został uznany przez sprawującą wówczas urząd prezydenta Salome Zurabiszwili, która zapowiedziała iż nie przekaże urząd wybranemu kandydatowi[786].
  - w Majotte uderzył cyklon Chido(inne języki) powodują 20 zgonów[787].
- 17 grudnia:
  - trzęsienie ziemi(inne języki) o magnitudzie 7,4 uderzyło w stolicę Vanuatu Port Vila[788].
  - Donald Trump został oficjalnie wybrany prezydentem USA w głosowaniu elektorskim zdobywając 312 głosów[789].
- 19 grudnia – rząd Węgier Wiktora Orbana udzielił azylu politycznego polskiemu posłowi Marcinowi Romanowskiego, który był ścigany listem gończym związku ze sprawą związaną z funduszem sprawiedliwości[790].
- 20 grudnia – zamach na jarmarku bożonarodzeniowym w Magdeburgu[791].
- 21 grudnia – 41 osób zginęło w katastrofie drogowej(inne języki) w Minas Gerais w Brazylii[792].
- 24 grudnia:
  - otwarciem Drzwi Świętych w Bazylice św. Piotra na Watykanie zainaugurowany został Jubileusz 2025 roku[793].
  - Wielki Książę Luksemburga Henryk zapowiedział swoją abdykację, która nastąpi 3 października 2025[794].
- 25 grudnia – niedaleko kazachskiego miasta Aktau doszło do katastrofy samolotu azerskiej linii Azerbaijan Airlines lecącego z Baku do Groznego[795].
- 29 grudnia:
  - na pasie lotniska w Muan, w Korei Południowej, rozbił się samolot linii Jeju Air lecący z Bangkoku, uderzając podczas awaryjnego lądowania o betonowy mur. W wyniku katastrofy zginęło 179 osób z 181 znajdujących się na pokładzie[796].
  - pierwsza tura wyborów prezydenckich w Chorwacji(inne języki). Do drugiej tury przeszli obecnie urzędujący prezydent Zoran Milanović (49,14% głosów) oraz Dragan Primorac (19,41%)[797][798]
- 31 grudnia – Sąd Okręgowy(inne języki) w Seulu wydał nakaz aresztowania prezydenta Yoona Suk-yeola[799][800].

## Wydarzenia sportowe

### Styczeń
- 15 grudnia–3 stycznia – 32.  Mistrzostwa Świata w dartach federacji PDC w Londynie. W angielskim finale Luke Humphries(inne języki) pokonał Luke’a Littlera(inne języki) 7:4[801].
- 29 grudnia–7 stycznia – 2. edycja United Cup, czyli nieoficjalnych Mistrzostw Świata mikstów w tenisie ziemnym w Australii. W finale reprezentacja Niemiec (w składzie: Alexander Zverev, Angelique Kerber i Laura Siegemund) pokonała Polaków (w składzie: Hubert Hurkacz i Iga Świątek) 2:1[802].
- 19–21 stycznia – 59. Mistrzostwa Czterech Kontynentów w łyżwiarstwie szybkim w Salt Lake City. Klasyfikacje medalową wygrała reprezentacja Kanady. Drugie miejsce zajęli Amerykanie, natomiast trzecie Japończycy[803].
- 25–28 stycznia – 28. Mistrzostwa Świata w Lotach Narciarskich w Bad Mitterndorf.

### Czerwiec
- 14 czerwca – 14 lipca – Mistrzostwa Europy w Piłce Nożnej 2024 w Niemczech.

### Lipiec
- 26 lipca–11 sierpnia – Letnie Igrzyska Olimpijskie w Paryżu[783].

### Sierpień
- 28 sierpnia–8 września – Letnie Igrzyska Paralimpijskie w Paryżu[783].

## Nagrody Nobla
- z medycyny i fizjologii – Victor Ambros, Gary Ruvkun
- z fizyki – Geoffrey Hinton, John Hopfield
- z chemii – David Baker, Demis Hassabis, John M. Jumper
- z literatury – Han Kang
- pokojowa – Nihon Hidankyō
- z ekonomii – Daron Acemoğlu, Simon Johnson, James Alan Robinson

## Zdarzenia astronomiczne
- równonoc wiosenna: 20 marca o 04.06
- zaćmienie Słońca 8 kwietnia o 15:42:07 UTC
- przesilenie letnie: 20 czerwca o 22.51
- równonoc jesienna: 22 września o 14.44
- przejście przez peryhelium komety C/2023 A3 (Tsuchinshan-ATLAS): 27 września[804].
- asteroida 2024 PT5(inne języki) została tymczasowo przechwycona przez grawitację Ziemi (29 września) i pozostaje jej naturalnym satelitą do 25 listopada[805][806][807].
- przesilenie zimowe: 21 grudnia o 10.21

## Święta ruchome
- Tłusty czwartek: 8 lutego[808]
- Ostatki: 13 lutego
- Popielec: 14 lutego
- Niedziela Palmowa: 24 marca
- Pamiątka śmierci Jezusa Chrystusa: 24 marca
- Wielki Czwartek: 28 marca
- Wielki Piątek: 29 marca
- Wielka Sobota: 30 marca
- Wielkanoc: 31 marca
- Poniedziałek Wielkanocny: 1 kwietnia
- Wniebowstąpienie Pańskie: 9 maja
- Zesłanie Ducha Świętego: 19 maja
- Boże Ciało: 30 maja